# Olivia de Havilland
Olivia Mary de Havilland DBE • ONLH (Tóquio, 1 de julho de 1916 – Paris, 26 de julho de 2020) foi uma atriz britânico-américo-francesa nascida no Japão. Uma das mais respeitáveis estrelas da chamada era de ouro do cinema americano, era uma dentre as poucas que foram contempladas em mais de uma ocasião com o Oscar de melhor atriz. Sua irmã mais nova era a também atriz Joan Fontaine, que fora igualmente uma vencedora do Oscar de melhor atriz (ambas são, até os dias de hoje, as únicas atrizes irmãs a serem recompensadas com o prêmio).
De Havilland ficou conhecida pela parceria com o astro Errol Flynn, co-estrelando oito filmes ao seu lado, sendo o mais notório "The Adventures of Robin Hood" (1938), tido como um dos maiores clássicos dentre os filmes de aventura. Seu papel mais conhecido, entretanto, talvez seja o da caridosa Melanie Hamilton em "Gone with the Wind" (1939), pelo qual recebeu a primeira de suas cinco indicações ao Oscar - a única na categoria melhor atriz coadjuvante. Dois anos mais tarde ela receberia uma outra indicação ao prêmio, porém como melhor atriz, ao interpretar uma ingênua professora no filme "Hold Back the Dawn" (1941). A Warner Bros., estúdio do qual Olivia era contratada em seus primeiros anos, criou para Olivia o estereótipo da moça ingênua, o que com o passar do tempo a deixou frustrada, pois ela buscava provar que sua capacidade artística a permitia ir além - o que foi comprovado, após anos de lutas pela quebra desse estereótipo, através de suas performances em filmes como "To Each His Own" (1946), "The Snake Pit" (1948), e "The Heiress" (1949); tais filmes marcaram uma fase de ouro em sua brilhante carreira, que conheceu uma sucessão indicações ao Oscar de melhor atriz - e duas vitórias, por "To Each His Own" e "The Heiress", este último o que lhe rendeu a fama de "Rainha do Drama nas Telas". Ela também foi bem sucedida nos palcos e na televisão. De Havilland morou em Paris a partir da década de 1950 e foi condecorada com a Medalha Nacional das Artes em 2008 e a Ordem Nacional da Legião de Honra em 2010, além de ter recebido o título de Dama Comandante da Ordem do Império Britânico em 2017, aos 101 anos, pela Rainha Elizabeth II por serviços prestados à arte, tornando-se, então, a mulher mais velha a receber esta condecoração.
Além de sua carreira no cinema, de Havilland continuou seu trabalho no teatro, aparecendo três vezes na Broadway em "Romeu e Julieta" (1951), "Candida" (1952), e "A Gift of Time" (1962). Também trabalhou na televisão, aparecendo na minissérie de sucesso "Raízes: Próximas Gerações" (1979) e em "Anastasia: The Mystery of Anna" (1986), pelo qual ela recebeu uma indicação ao Prêmio Emmy e ganhou o Globo de Ouro de melhor atriz coadjuvante em televisão. Durante sua carreira no cinema, de Havilland também recebeu dois Prêmios New York Film Critics Circle de melhor atriz e a Coppa Volpi do Festival de Cinema de Veneza.
De Havilland recebeu uma estrela na Calçada da Fama de Hollywood quando a mesma fora inaugurada em 1960. Ela também tornou-se uma defensora pioneira dos direitos de atores e atrizes, sendo criada, graças aos seus esforços, uma lei que passou a levar o seu nome, validada com o objetivo de assegurar à classe artística mais autonomia e liberdade criativa. Em 1999, ela foi nomeada uma das 500 grandes lendas do cinema pelo Instituto Americano de Cinema.

## Biografia
Olivia Mary de Havilland nasceu em 1 de julho de 1916, em Tóquio, no Japão, filha de pais naturais do Reino Unido. Seu pai, Walter Augustus de Havilland (31 de agosto de 1872 — 23 de maio de 1968), era filho do Reverendo Charles Richard de Havilland, que viera de uma família de Guernsey, nas Ilhas do Canal. Walter graduou-se na Universidade de Cambridge e trabalhou como professor de inglês e francês da Universidade Imperial de Tóquio, antes de se tornar um advogado de patentes com prática no Japão. A mãe de Olivia, Lilian Augusta de Havilland (nascida Lilian Augusta Ruse; 11 de junho de 1886 — 20 de fevereiro de 1975), estudou na Academia Real de Artes Dramáticas, em Londres, e se tornou atriz de teatro, deixando a carreira após ir para Tóquio com o marido. Sua mãe voltaria a trabalhar com o nome artístico de Lillian Fontaine na década de 1940. Por nascimento, a família de Havilland pertencia a uma pequena nobreza originária da Normandia continental.

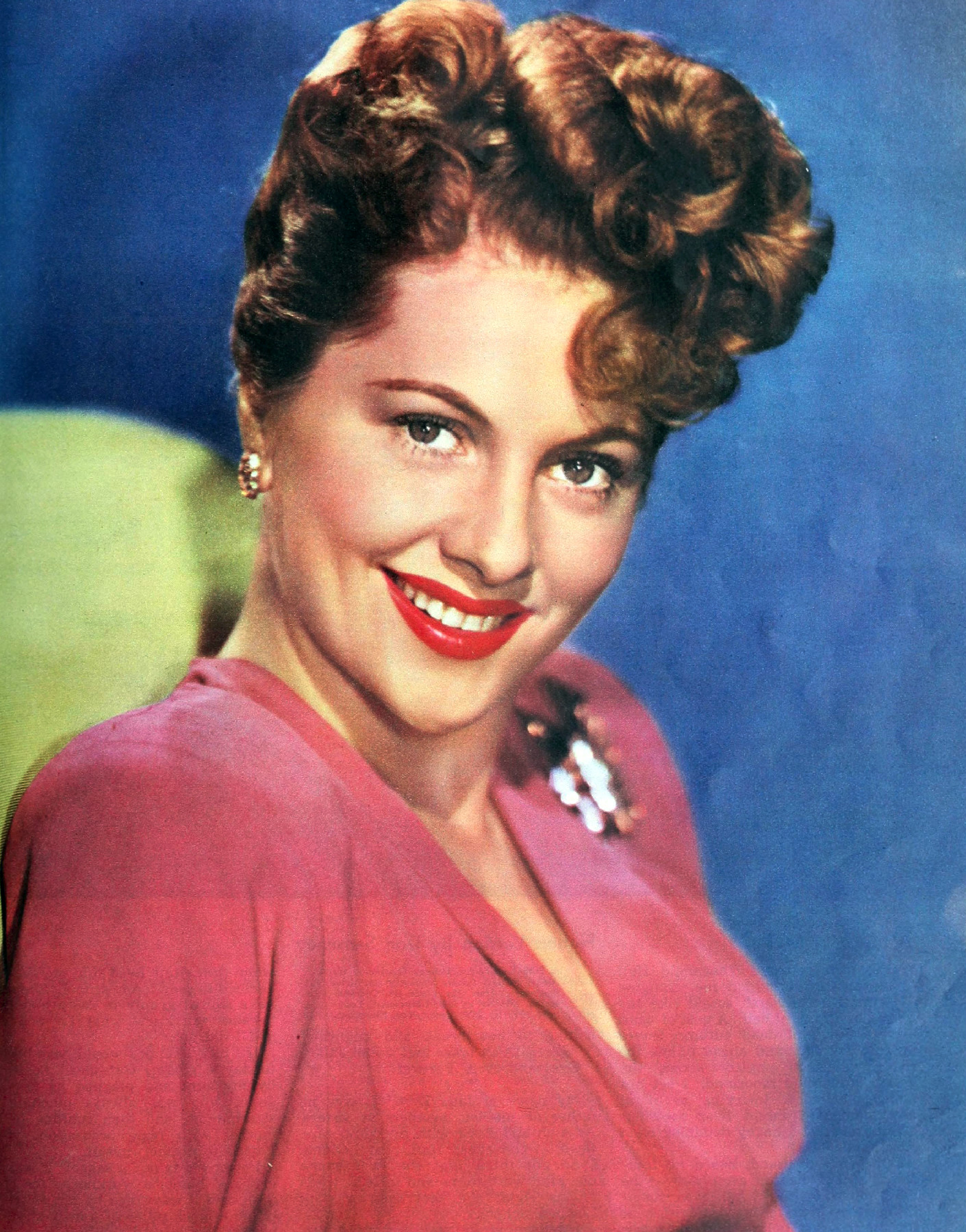
A atriz Joan Fontaine (1917—2013), irmã mais nova de Olivia de Havilland.

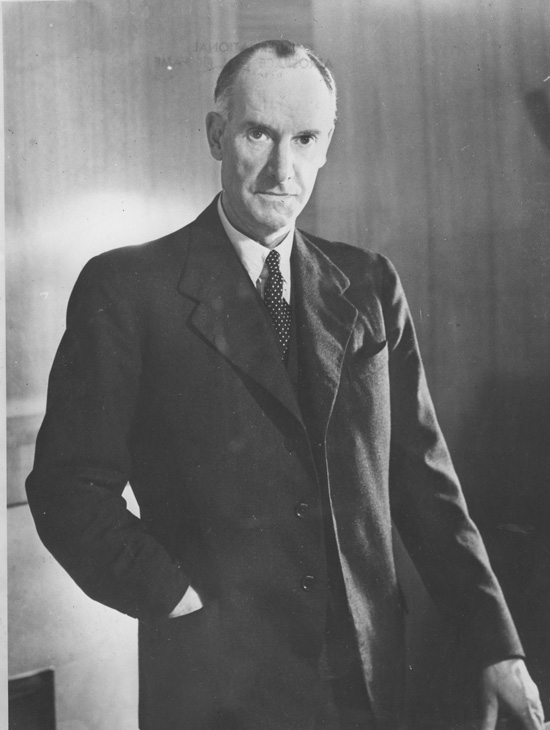
Sir Geoffrey de Havilland (1882 - 1965), pioneiro da aviação britânica, era primo de Olivia de Havilland.

Sua irmã mais nova, Joan de Beauvoir de Havilland (22 de outubro de 1917 — 15 de dezembro de 2013), conhecida pelo nome artístico de Joan Fontaine, se tornaria, tal como a própria Olivia, uma das mais admiradas estrelas do cinema. Joan foi musa do diretor Alfred Hitchcock, estrelando filmes como "Rebecca" (1940) e "Suspeita" (1941). Olivia de Havilland e Joan Fontaine são, até hoje, as únicas atrizes a serem irmãs a terem vencido o Oscar de melhor atriz pela Academia de Artes e Ciências Cinematográficas. Elas também eram primas de Sir Geoffrey de Havilland (27 de julho de 1882 — 21 de maio de 1965), que era filho de um meio-irmão de seu pai. Geoffrey tornou-se pioneiro da aviação britânica e projetista de aeronaves, e foi responsável pela criação do avião De Havilland Mosquito, e também fundador da empresa de aviões que levava seu nome.
Sua mãe saíra da Inglaterra para o Japão a fim de visitar um irmão que trabalhava como professor na Universidade de Tóquio; foi quando acabou conhecendo seu pai, então professor na Universidade, com quem se casou em 1914. Mas essa não foi uma união feliz devido às infidelidades de Walter. Em fevereiro de 1919, Lilian convenceu o marido a levar a família de volta à Inglaterra, pois lá encontrariam um clima mais adequado para a saúde das filhas. A família parou na Califórnia, nos Estados Unidos, para tratar Olivia, com saúde fragilizada devido a uma bronquite. Quando Joan contraiu pneumonia, Lilian decidiu permanecer com as filhas na Califórnia, onde se estabeleceram na cidade de Saratoga, a cerca de 80 km ao sul de São Francisco. Seu pai abandonou a família e voltou para a amante japonesa, que se tornaria sua segunda esposa. O divórcio de seus pais não foi finalizado até fevereiro de 1925.

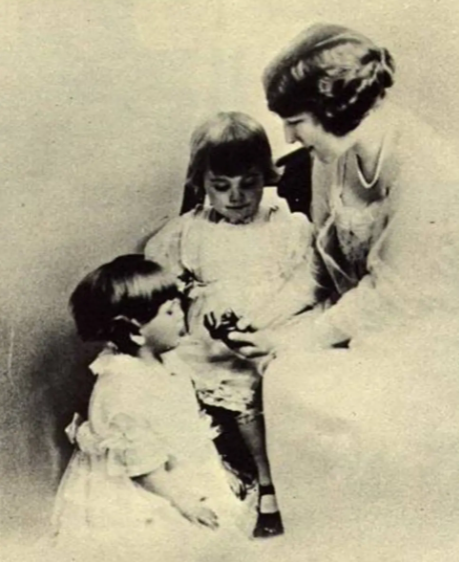
Olivia de Havilland (sentada na cadeira) com sua mãe, Lillian Fontaine, e irmã, Joan Fontaine (no chão), c. 1922.

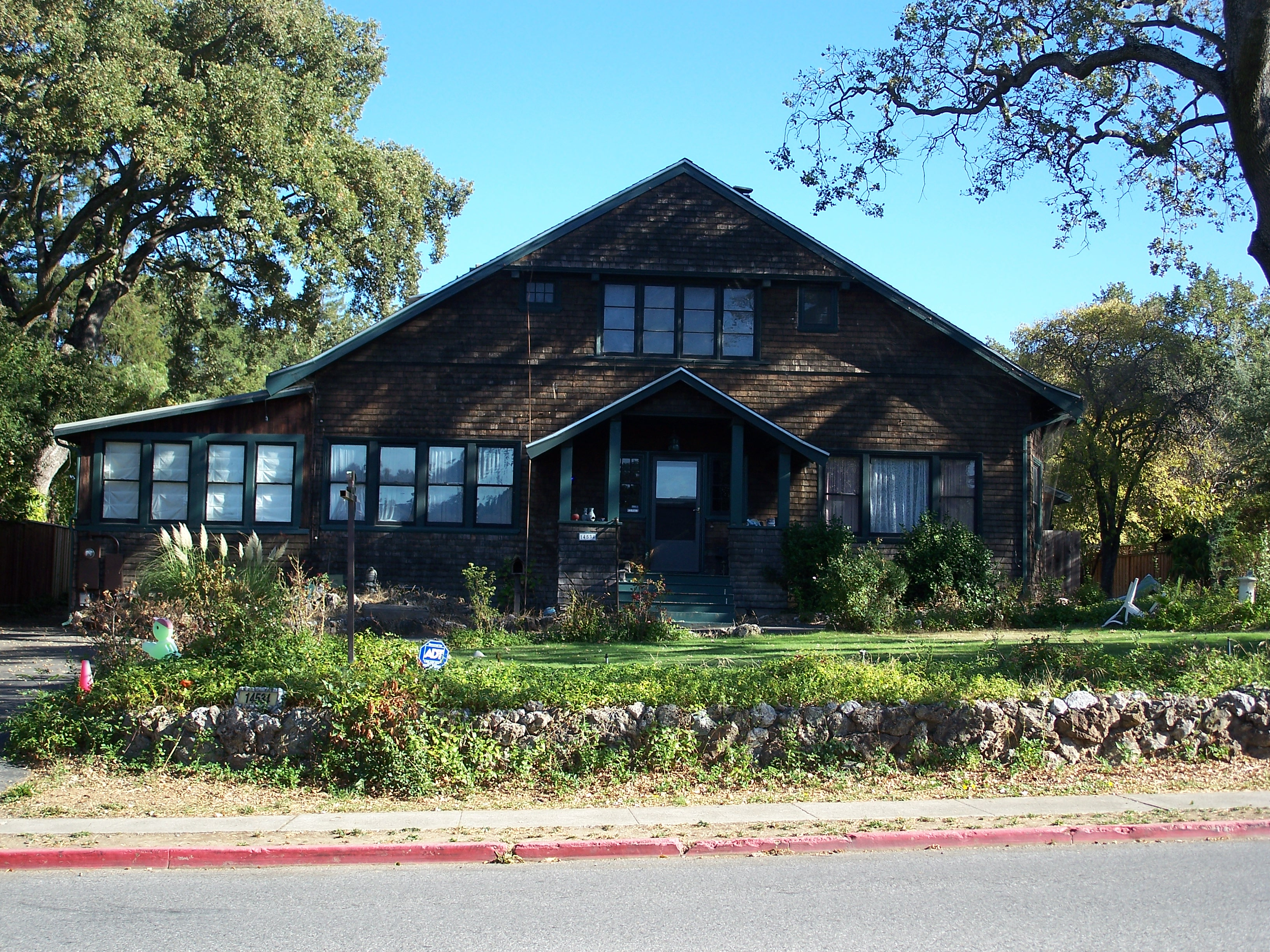
Lundblad's Lodge, em Saratoga, onde a família morou por um tempo

Embora tivesse abandonado a carreira de atriz, Lilian ensinava as filhas a apreciarem as artes, sempre lendo Shakespeare para as crianças (o próprio nome de Olivia fora escolhido por causa da personagem Lady Olivia, da peça "Twelfth Night"), e também ensinando-lhes música e declamação. Por isso, Olivia apreciava a arte, chegando a ter aulas de balé desde os quatro anos e aulas de piano um ano depois. Ela aprendeu a ler antes dos seis anos, e sua mãe, que ocasionalmente ensinava teatro, música e elocução, a fez recitar passagens de Shakespeare para fortalecer sua dicção. Durante este período, sua irmã mais nova Joan começou a chamá-la de "Livvie", um apelido que duraria por toda a vida. De Havilland entrou na Escola de Gramática de Saratoga em 1922 e se saiu bem em seus estudos. Ela gostava de ler, escrever poesia e desenhar, e uma vez representou sua escola primária em um concurso de ortografia do condado, ficando em segundo lugar. Em abril de 1925, depois do divórcio com Walter ter sido finalizado, Lilian casou-se novamente, desta vez com um proprietário de uma loja de departamentos chamado George Milan Fontaine, um bom provedor e um homem de negócios respeitável, embora seu estilo parental rígido gerava animosidade e, mais tarde, rebelião em ambas as novas enteadas. O sobrenome deste, que fora adotado por Lilian em razão de seu segundo casamento, seria usado por Joan quando, ao virar atriz, decidira criar um nome artístico. A infância de Joan e Olivia seria marcada por desentendimentos, brigas que, por sua vez, gerariam uma rivalidade entre as irmãs que se estenderia ao longo de suas vidas.
De Havilland frequentou a Escola de Gramática de Saratoga, o Convento de Garotas Católicas de Notre-Dame, em Belmont, e a Los Gatos High School, em Los Gatos; hoje a escola de Los Gatos oferece um prêmio com o nome de Olivia para jovens atores. No colégio, ela se destacou na oratória e no hóquei em campo, além de ter participado do clube de teatro e drama da escola. Em 1933, de Havilland fez sua estreia teatral amadora interpretando Alice em "Alice in Wonderland", uma produção dos Intérpretes da Comunidade de Saratoga, inspirada na obra homônima de Lewis Carroll. De Havilland relembrou, anos mais tarde, a sua primeira experiência ao atuar:
"Pela primeira vez eu vivi a mágica experiência de sentir-me tomada pela personagem que eu estava interpretando. Eu realmente senti que eu era Alice e que, quando atravessei o palco, eu estava me movendo para o encantado país das maravilhas de Alice. E assim, pela primeira vez, senti não apenas o prazer em atuar, mas o amor por estar atuando, também".

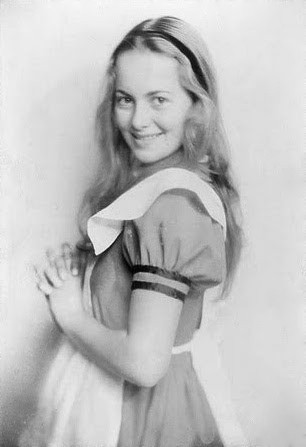
De Havilland caracterizada de Alice, de "Alice in Wonderland", 1933.

Ela também apareceu em várias peças da escola, incluindo "O Mercador de Veneza" e "Hänsel und Gretel". Sua paixão pelo drama acabou a levando a um confronto com seu padrasto, que a proibiu de participar de outras atividades extracurriculares. Quando ele soube que ela havia ganhado o papel principal de Elizabeth Bennet em uma produção para angariação de fundos da escola, baseada em "Orgulho e Preconceito", de Jane Austen, ele disse a ela que ela tinha que escolher entre ficar com a família, ou aparecer na produção e não ser permitida em casa. Não querendo decepcionar a escola e os colegas, ela saiu de casa, indo morar com um amigo da família.
Após terminar o colegial em 1934, de Havilland recebeu uma bolsa de estudos para Mills College, em Oakland, para seguir sua carreira como professora de inglês Ganhou também o papel de Puck na produção do Teatro da Comunidade de Saratoga "A Midsummer Night's Dream", inspirada na [obra de mesmo nome, de Shakespeare
Naquele verão, o diretor austríaco Max Reinhardt veio para a Califórnia para a produção da mesma peça no Hollywood Bowl. Depois de um dos assistentes de Reinhardt terem assistido Olivia em sua performance, ela logo foi proposta para ser a substituta para o papel de Hérmia, o que acabou sendo aceito por de Havilland; uma semana antes da estreia, a atriz que interpretaria Hérmia, Gloria Stuart, abandonou a produção por ter recebido um papel em um filme, e assim de Havilland pôde substituí-la. Depois de receber críticas positivas, ficou decidido que ela seria a intérprete de Hérmia durante toda a turnê, nas quatro semanas que se seguiria. Foi quando Reinhardt recebeu a notícia de que estava sendo convocado pela Warner Bros. para dirigir a versão cinematográfica de sua produção teatral, e ele ofereceu à de Havilland a chance de aparecer em seu filme, no papel que ela tão bem interpretara nos palcos. Com sua mente ainda decidida a se tornar professora, de Havilland inicialmente rejeitou, mas, eventualmente, Reinhardt e o produtor executivo Henry Blanke a persuadiram a assinar um contrato de cinco anos com a Warner Bros. em 12 de novembro de 1934, com um salário inicial de US$ 200 por ano por semana, marcando o início de uma carreira profissional que se estenderia por mais de 50 anos.

## Carreira

### 1935–1937: Início em Hollywood

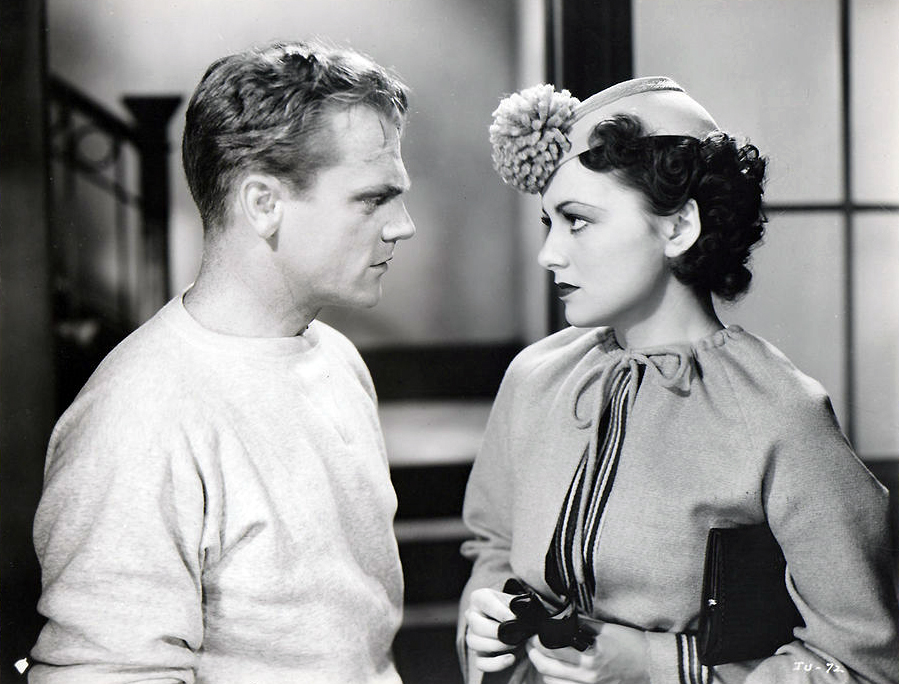
De Havilland contracenando com James Cagney em "The Irish in Us" (1935), um de seus primeiros filmes.

A versão cinematográfica de "Sonho de uma Noite de Verão", que foi filmado nos estúdios da Warner Bros. de 19 de dezembro de 1934 a 9 de março de 1935, marcaria a primeira aparição da novata Olivia de Havilland no cinema. Curiosamente, o filme só seria lançado no final de 1935, depois dos lançamentos de outros três filmes em que Olivia havia gravado após concluídas as gravações de do filme.
Olivia possuía, naturalmente, a delicadeza e o charme comum entre as estrelas do cinema, e uma dicção perfeita. Sua atuação também era delicada e ao mesmo tempo profunda e verdadeira, o que ajudou a causar uma impressão muito agradável, resultando em um contrato de sete anos com a produtora. A partir desse contrato que ela começaria a se ver, de fato, como uma atriz de cinema. Em seus primeiros trabalhos, ela teve a chance de contracenar com Joe E. Brown em "Alibi Ike" e com James Cagney em "The Irish in Us" (ambos de 1935). Em ambos os filmes, ela interpretou o interesse amoroso doce e encantador—‌um papel no qual ela se tornaria um estereótipo. Após a experiência, de Havilland sentiu-se decepcionada ao receber esses papéis rotineiros de heroína.

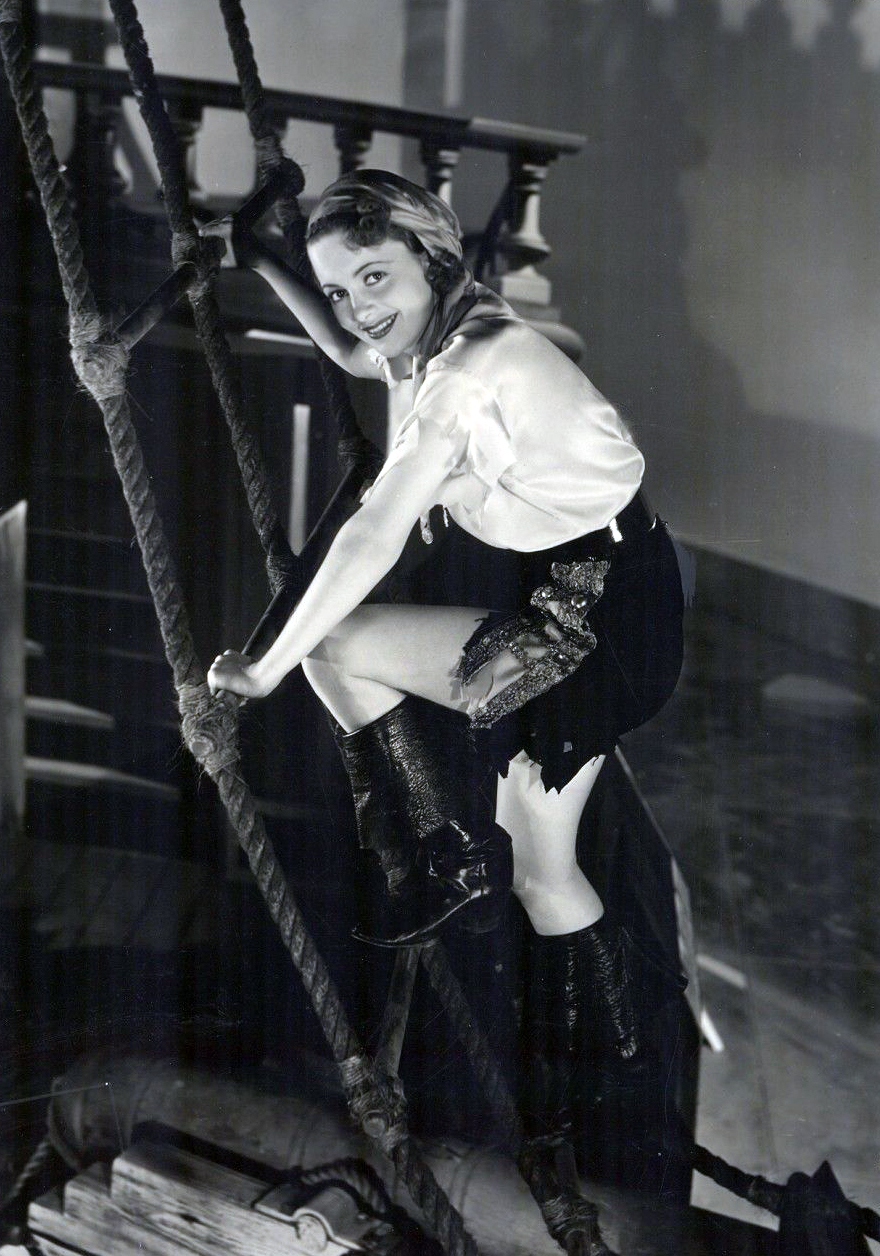
De Havilland em foto publicitária, 1935

Embora o estúdio da Warner Bros. tivesse assumido que os muitos filmes de fantasia que estúdios como a MGM produziam não teriam sucesso durante os anos da Grande Depressão Americana, eles arriscaram produzindo "O Capitão Blood" (1935), que foi um grande sucesso em termos de público e crítica. O filme é um swashbuckler de ação dramática baseado no romance de Rafael Sabatini e dirigido por Michael Curtiz. "Captain Blood" estrelou um então pouco conhecido ator e ex-extraente, Errol Flynn, ao lado da pouca conhecida de Havilland. De acordo com o historiador de cinema Tony Thomas, ambos os atores tinham "boa aparência clássica, vozes cultas e um senso de aristocracia distante sobre eles". Filmado entre 5 de agosto e 29 de outubro de 1935, "Captain Blood" deu a de Havilland a oportunidade de aparecer em seu primeiro romance histórico fantasiado e épico de aventura, um gênero ao qual ela estava bem adaptada, dada sua beleza e elegância. O desempenho de de Havilland foi destacado no The New York Times e na revista Variety. O filme foi indicado a quatro Oscars, incluindo o de melhor filme. O público acabou não resistindo aos encantos da donzela em perigo vivida por de Havilland no filme, à espera de Flynn para salvá-la. E assim o mais novo casal das telas conquistou os fãs de cinema, o que fez com que a Warner decidisse reuní-los em outros sete produções: "The Charge of the Light Brigade" (1936), "The Adventures of Robin Hood" (1938), "Four's a Crowd" (1938), "Dodge City" (1939), "The Private Lives of Elizabeth and Essex" (1939), "Santa Fe Trail" (1940), e "They Died with Their Boots On" (1941).
De todos os filmes da dupla, "The Private Lives of Elizabeth and Essex" talvez tenha sido a experiência menos marcante de Olivia, uma vez que o seu papel nesse filme se deu como um castigo da Warner por ela ter insistido em participar de "Gone with the Wind" (1939), algo que a princípio não teria sido aprovado pelo presidente da produtora, Jack Warner – Olivia teve de implorar para a esposa de seu chefe para que ela o convencesse a deixá-la integrar o filme. Uma vez tendo conseguido a aprovação dele para que fosse emprestada à Selznick International Pictures exclusivamente para "Gone with the Wind", Olivia começou a passar por maus bocados quando de volta à Warner, sendo punida com papéis cujos perfis não condiziam com os que ambicionava interpretar - a exemplo disso o papel secundário que foi obrigada a interpretar em "The Private Lives of Elizabeth and Essex", filme em que teve de co-estrelar com Errol Flynn e com a estrela maior da época, Bette Davis, que se tornaria uma amiga de longa data e um grande apoio durante a luta que Olivia travaria contra a Warner Bros. com o intuito de obter reconhecimento artístico (a própria Davis enfrentara uma situação parecida há poucos anos antes, na mesma produtora). Ela e Davis ainda estrelariam outros filmes juntas, sendo os mais notórios "Nascida para o Mal" (1942) e "Com a Maldade na Alma" (1964).

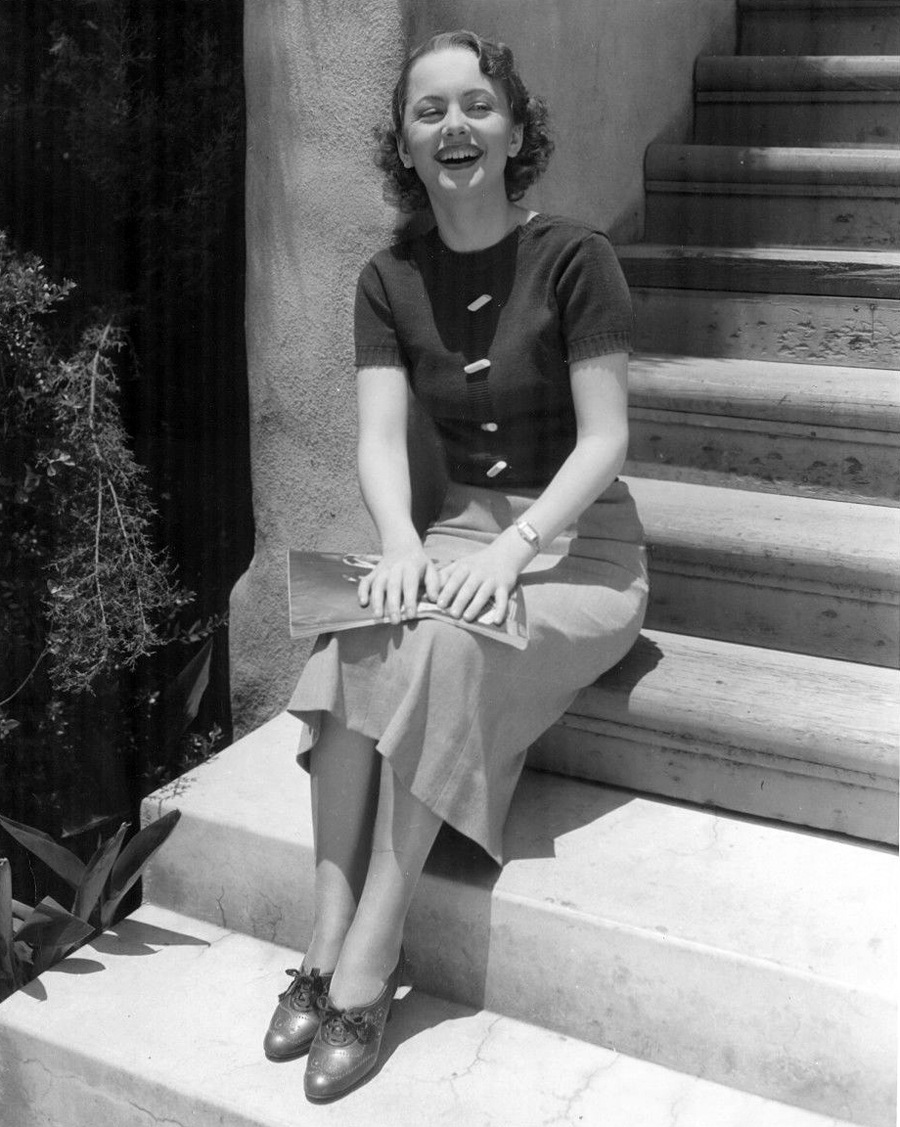
Foto publicitária para "The Irish in Us" (1935)

De Havilland ainda devia ter contracenado com Errol Flynn em "The Sea Hawk" (1940), mas encontrava-se indisponível filmando outro filme, e foi substituída por Brenda Marshall. Ela e Flynn ainda se encontrariam no musical "Thank Your Lucky Stars" (1943), mas não atuaram como par romântico. Filmado com o objetivo de levantar fundos para ajudar os feridos da Segunda Guerra Mundial, este musical também a reuniu novamente com Bette Davis.
Durante a produção do filme "The Charge of the Light Brigade", de Havilland renegociou seu contrato com a Warner Bros. e assinou um contrato de sete anos em 14 de abril de 1936, com um salário semanal inicial de US$ 500.

### 1938–1940: Estrelato

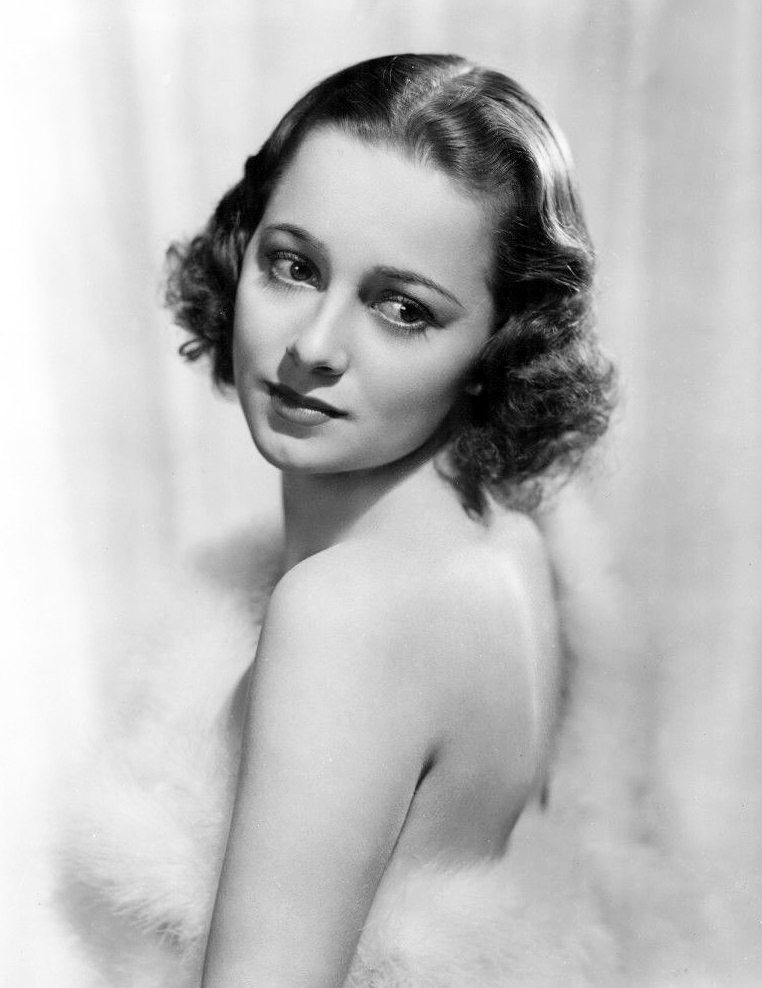
Foto publicitária de de Havilland, 1938

Em setembro de 1937, de Havilland foi selecionada pelo chefe de estúdio da Warner Bros., Jack L. Warner, para interpretar Lady Marian novamente ao lado de Errol Flynn em "The Adventures of Robin Hood" (1938). A fotografia principal para esta produção technicolor ocorreu entre 26 de setembro de 1937 e 14 de janeiro de 1938, incluindo o trabalho de locação em Bidwell Park, Busch Gardens, em Pasadena e no Lago Sherwood, na Califórnia. Conforme definido por de Havilland, Marian é uma bela heroína de conto de fadas e uma mulher inteligente e espirituosa "cujas ações são governadas por sua mente e por seu coração", de acordo com a autora Judith Kass. "The Adventures of Robin Hood" foi lançado em 14 de maio de 1938 e foi um sucesso comercial imediato de crítica, ganhando uma indicação ao Oscar de melhor filme. Tornou-se um dos filmes de aventura mais populares da era clássica de Hollywood.
O sucesso de "The Adventures of Robin Hood" elevou o status de de Havilland, mas isso não se refletiu em suas atribuições de filmes subsequentes na Warner Bros. Seus próximos papéis foram mais rotineiros e menos desafiadores. Na comédia romântica "Four's a Crowd", também de 1938, ela interpretou Lorri Dillingwell, uma garota rica e volúvel sendo cortejada por um homem de relações públicas conivente procurando conseguir uma conta com seu avô excêntrico. Na comédia romântica de Ray Enright, "Hard to Get" (1938), ela interpretou outra garota rica e frívola, Margaret Richards, cujo desejo de se vingar de um frentista leva à sua própria punição. No verão de 1938, ela retratou o interesse amoroso entre dois irmãos pilotos da Marinha dos EUA em "Wings of the Navy", lançado no início de 1939. Enquanto de Havilland certamente era capaz de interpretar esses tipos de personagens, sua personalidade era mais adequada para papéis mais fortes e dramáticos, de acordo com Judith Kass. A essa altura, de Havilland tinha sérias dúvidas sobre sua carreira na Warner Bros. Variety descreveu o filme "Dodge City" como "um faroeste cheio de ação". Para de Havilland, interpretando mais um interesse amoroso coadjuvante em um papel limitado, "Dodge City" representou o ponto baixo emocional de sua carreira até aquele momento. Ela mais tarde disse: "Eu estava em um estado tão deprimido que mal consegui lembrar minhas próprias falas".

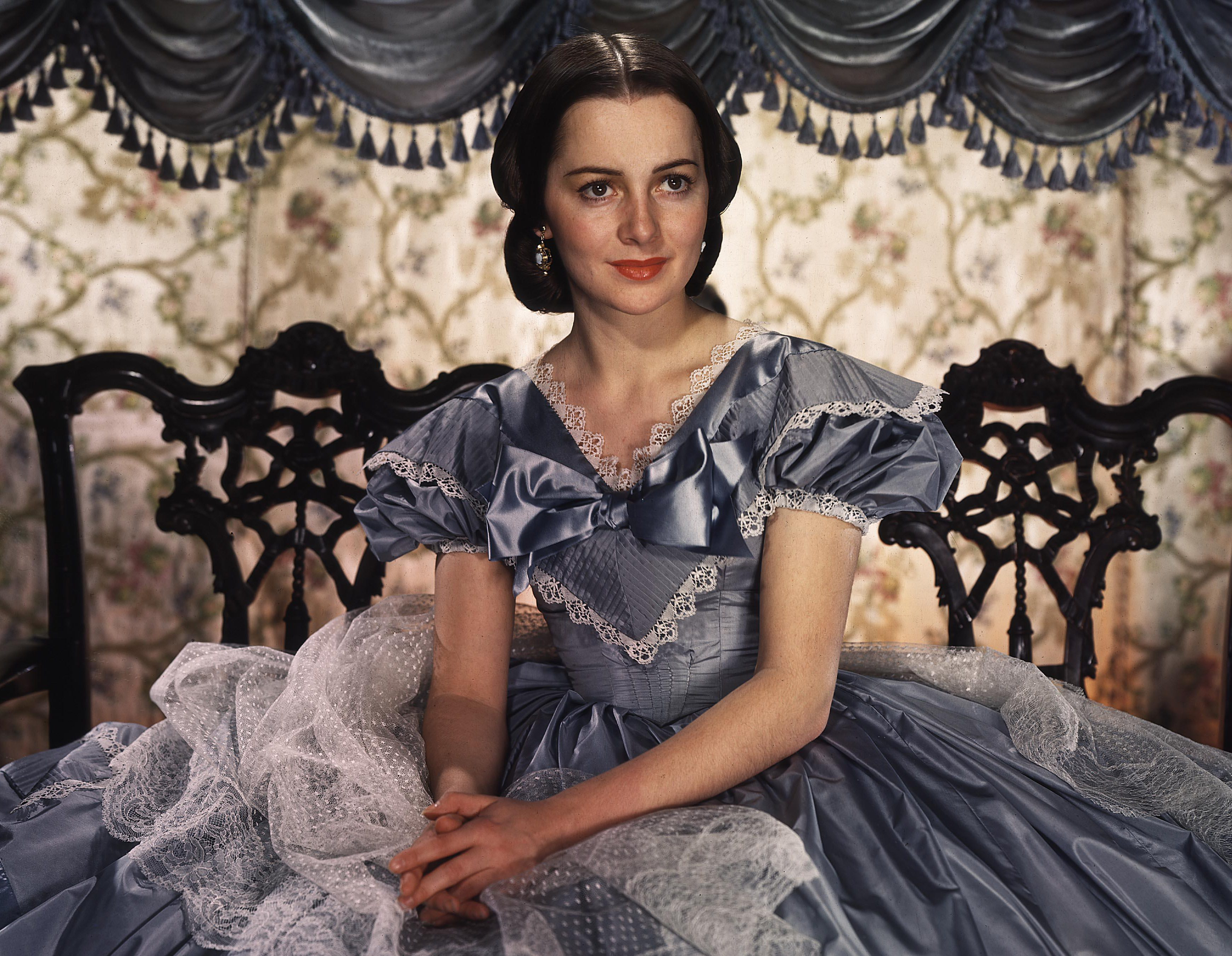
De Havilland caracterizada como Melanie em "Gone with the Wind", de 1939.

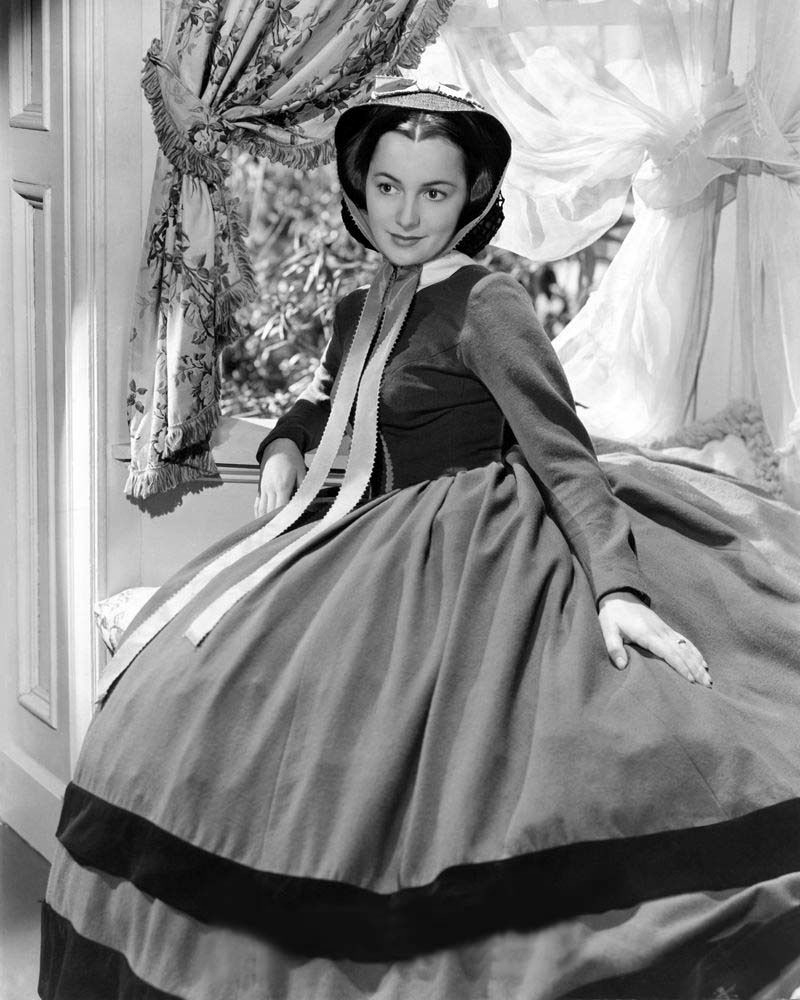
Retrato publicitário de estúdio para "Gone with the Wind", 1939

Em carta a um colega datada de 18 de novembro de 1938, o produtor de cinema David O. Selznick escreveu, "Eu daria qualquer coisa se tivéssemos Olivia de Havilland sob contrato conosco para que pudéssemos escalá-la como Melanie". O filme que ele estava se preparando para produzir era o épico "Gone with the Wind" (1939), e Jack L. Warner não estava disposto a emprestá-la para o projeto. De Havilland tinha lido o romance, e ao contrário da maioria das outras atrizes, que queriam o papel de Scarlett O'Hara, ela queria interpretar Melanie Hamilton – uma personagem cuja dignidade silenciosa e força interior ela entendia e sentia que poderia dar vida na tela.
De Havilland pediu ajuda à esposa de Warner, Anne. Warner lembrou mais tarde: "Olivia, que tinha um cérebro como um computador escondido atrás daqueles olhos castanhos, simplesmente foi até minha esposa e elas uniram forças para mudar minha mente". Warner cedeu e de Havilland assinou com o projeto algumas semanas antes do início da fotografia principal em 26 de janeiro de 1939. Situado no sul dos Estados Unidos durante as eras da Guerra Civil e da Reconstrução, o filme é sobre Scarlett O'Hara, a filha obstinada de um fazendeiro da Geórgia apaixonada pelo marido de sua cunhada Melanie, cuja bondade está em nítido contraste com aqueles ao seu redor. De acordo com o historiador de cinema Tony Thomas, a atuação habilidosa e sutil de de Havilland apresenta efetivamente essa personagem de amor altruísta e força silenciosa de uma maneira que a mantém vital e interessante ao longo do filme. "Gone with the Wind" teve sua estreia mundial em Atlanta, na Geórgia, em 15 de dezembro de 1939, e foi bem recebido. Aos 22 anos de idade, ela desempenhou magistralmente o papel ao lado de Vivien Leigh. De Havilland e Leigh ameaçaram tanto dominar o filme que Clark Gable protestou, e o diretor George Cukor teve de ser despedido por esta razão. Frank S. Nugent, em sua crítica para o The New York Times, escreveu que Melanie de de Havilland "é uma joia graciosa, digna e terna de caracterização", e John C. Flinn Sr., da Variety, a chamou de "um destaque". De Havilland disse:
"Melanie era alguém diferente. Ela tinha qualidades profundamente femininas ... que eu senti que estavam muito ameaçadas naquela época, e elas são de geração em geração, e que de alguma forma elas deveriam ser mantidas vivas, e ... é por isso que eu quis interpretar o papel dela. ... O principal é que ela estava sempre pensando na outra pessoa, e o interessante para mim é que ela era uma pessoa feliz ... amorosa, compassiva".
Numa entrevista de 2009, sobre sua personagem, ela afirmou:
"Eu diria que Melanie foi a pessoa que eu gostaria de ser ... mas também a pessoa que eu nunca consegui ser".
Por seu desempenho aclamado, ela recebeu a primeira de suas cinco indicações ao Oscar – a única em sua carreira na categoria de melhor atriz coadjuvante – embora tenha perdido o prêmio para a amiga Hattie McDaniel, que o levou pela atuação como Mammy, no mesmo filme. Dos quatro atores principais do filme (os outros: Vivien Leigh, Clark Gable e Leslie Howard), de Havilland foi a última a falecer na vida real.

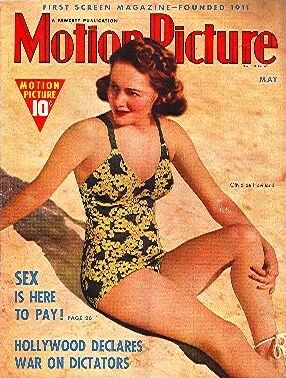
De Havilland na capa da revista americana Motion Picture, edição de maio de 1939

No início de 1940, de Havilland se recusou a aparecer em vários filmes atribuídos a ela, iniciando a primeira de suas suspensões no estúdio. Ela concordou em atuar na comédia dramática musical "My Love Came Back" (1940), de Curtis Bernhardt, e com Jeffrey Lynn, Jane Wyman e Eddie Albert, que interpretou uma estudante de música clássica que virou líder da banda de swing jazz. De Havilland interpretou a violinista Amelia Cornell, cuja vida se complica com o apoio de um rico patrocinador. Em sua crítica ao The New York Times, Bosley Crowther descreveu o filme como "uma brincadeira leve, rodada de bobagens deliciosamente pontiagudas", descobrindo que de Havilland "desempenha o papel com ritmo e sagacidade".
Nesse mesmo ano, de Havilland foi reunida com Flynn em seu sexto filme juntos, a aventura ocidental "Santa Fe Trail" (1940), de Michael Curtiz, tendo como plano de fundo os fanáticos ataques antiescravidão do abolicionista John Brown nos dias que antecederam a Guerra de Secessão. A história principalmente fictícia segue os cadetes de West Point J. E. B. Stuart, interpretado por Flynn, e George Armstrong Custer, interpretado por Ronald Reagan, enquanto se dirigem para o oeste, ambos competindo pelo afeto de Kit Carson Halliday, personagem de de Havilland. Interpretando Kit de maneira provocativa e irônica, de Havilland cria uma personagem de real substância e dimensão, de acordo com Tony Thomas. Após sua estreia mundial em 13 de dezembro de 1940, no Lensic Theatre em Santa Fé, Novo México‍ —‌com a presença de membros do elenco e repórteres, o governador e mais de 60.000 fãs ‍—‌ "Santa Fe Trail" se tornou um dos filmes de maior bilheteria de 1940. De Havilland, que acompanhou Flynn na bem divulgada viagem de trem para Santa Fé, não compareceu à estreia, tendo sido diagnosticada com apendicite naquela manhã e levada às pressas para a cirurgia.

### 1941–1949: Anos de guerra e processos judiciais
De Havilland reuniu-se novamente com Flynn para seu oitavo filme juntos no épico "They Died with Their Boots On" (1941), de Raoul Walsh. O filme é vagamente baseado no namoro e casamento de George Armstrong Custer e Elizabeth "Libbie" Bacon. Flynn e de Havilland tiveram uma briga no ano anterior– principalmente sobre os papéis que ela estava recebendo – e ela não pretendia trabalhar com ele novamente. Até Flynn reconheceu: "Ela estava cansada de interpretar 'a garota' e queria muito alguns bons papéis para mostrar a si mesma e ao mundo que ela era uma boa atriz". Depois que ela soube pela Warner que Flynn tinha ido ao seu escritório dizendo que precisava dela no filme, de Havilland aceitou. A roteirista Lenore Coffee foi trazida para adicionar várias cenas românticas e melhorar o diálogo geral. O resultado é um filme que inclui alguns de seus melhores trabalhos juntos. Sua última aparição na tela é a despedida de Custer para sua esposa. "Errol estava bastante sensível", de Havilland lembraria mais tarde, "acho que ele sabia que seria a última vez que trabalharíamos juntos". A frase final de Flynn nessa cena teria um significado especial para ela: "Andar pela vida com você, senhora, foi uma coisa muito graciosa". "They Died with Their Boots On" foi lançado em 21 de novembro de 1941, e enquanto alguns críticos criticaram as imprecisões históricas do filme, a maioria aplaudiu as sequências de ação, cinematografia e atuação. Thomas M. Pryor do The New York Times achou de Havilland "totalmente cativante". O filme passou a ganhar US$ 2.550.000, A segunda maior produtora de dinheiro da Warner Bros. naquele ano
Em 28 de novembro de 1941, de Havilland tornou-se uma cidadã naturalizada dos Estados Unidos. Naquele ano, atuou brilhantemente no filme "Hold Back the Dawn", drama romântico em que recebeu sua segunda indicação ao Oscar, sendo a primeira na categoria de Melhor atriz principal, pela performance como a professora americana Emmy Brown, que, no filme, desperta o interesse do gigolô romeno Georges Iscovescu, vivido por Charles Boyer, à procura de uma maneira de sair do México e entrar legalmente nos Estados Unidos. Bizarramente, De Havilland perdeu o Oscar para sua irmã, Joan Fontaine, que o levou pela atuação em "Suspeita" (1941), no filme de Alfred Hitchcock.
De acordo com de Havilland, um dos poucos papéis verdadeiramente satisfatórios que ela interpretou para a Warner Bros. foi na comédia romântica "Princess O'Rourke" (1943), de Norman Krasna, que co-estrelou com Robert Cummings. Filmado em julho e agosto de 1942, a história é sobre uma princesa européia em visitando seu tio diplomata em Nova Iorque, que está tentando encontrar um marido americano para ela. Com a intenção de se casar com um homem de sua própria escolha, ela embarca em um avião rumo ao oeste e acaba se apaixonando por um piloto americano, que desconhece sua verdadeira identidade. O filme foi lançado em 23 de outubro de 1943, e foi bem nas bilheterias. Bosley Crowther chamou-o de "um filme que está na melhor tradição da comédia da tela americana", e achou a atuação de Havilland "encantadora". Sobre o papel, Olivia disse:
"Eu queria fazer papéis complexos, como Melanie, por exemplo, e Jack Warner me via como uma ingênua. Eu estava realmente inquieta para retratar seres humanos mais desenvolvidos. Jack nunca entendeu isso, e... ele me dava papéis que realmente não tinham caráter ou qualidade neles. Eu sabia que nem seria eficaz".

#### Problemas com a Warner Bros.
Assim como qualquer outro ator ou atriz de Hollywood das décadas de 30 e de 40, De Havilland era uma escrava do sistema dos estúdios, sendo obrigada a fazer o filme que o estúdio mandasse e sem ter o direito de recusar. Seus desempenhos haviam começado a render nomeações ao Oscar, e isso a deixou esperançosa em relação a possibilidade de a Warner Bros. considerar o seu desejo de interpretar papéis por meio dos quais ela pudesse mostrar todo o seu potencial artístico. Olivia, no entanto, tornava-se cada vez mais frustrada com os papéis que continuavam a lhe ser dados. Cansada de interpretar moças ingênuas e recatadas e dos papéis de donzelas em perigo, a doce Olivia tornou-se uma rebelde estrela, passando a recusar os papéis cujos perfis não correspondessem ao que ela visava interpretar e solicitando ao seu estúdio aqueles que pudessem oferecê-la a chance de destacar-se e realizar-se artística e profissionalmente. A resposta da produtora foi seis meses de suspensão contratual. Como a própria lei era quem permitia que os estúdios suspendessem o contrato de atores que recusassem filmes, ela não pôde fazer nada durante este meio-tempo. Na teoria, essa ordem permitia que os estúdios mantivessem controle indefinido sobre um contrato não-corporativo. Muitos aceitavam essa situação, enquanto poucos tentavam mudar o sistema (o caso mais notável sendo o de Bette Davis, que abriu um processo mal-sucedido contra a Warner Bros. na década de 1930).
Com interesse em trabalhar para outras produtoras, pois sabia que fora da Warner receberia melhores ofertas de papéis, a atriz não via a hora de seu contrato terminar. Quando isso finalmente ocorreu, em 1943, ela foi informada que deveria continuar a trabalhar para a produtora por mais seis meses para compensar o período em que esteve suspensa. De Havilland, que havia possuído um pai advogado e tinha noções de leis, sabia que não era certo que tais contratos excedessem sete anos; portanto não se via obrigada a pagar pelo período em que esteve suspensa, uma vez que os sete anos de contrato com a produtora já haviam terminado. Em 23 de agosto de 1943, seguindo o conselho de seu advogado, Martin Gang, de Havilland entrou com uma ação judicial contra a Warner Bros. no Tribunal Superior do Condado de Los Angeles, pedindo uma sentença declaratória de que ela não estava mais vinculada à empresa por seu contrato, já que os fundamentos de uma seção existente do Código do Trabalho da Califórnia proibia um empregador de executar um contrato contra um funcionário por mais de sete anos a partir da data da primeira execução. Em novembro de 1943, o Tribunal Superior decidiu a favor de Havilland, e a Warner Bros. imediatamente recorreu. Um pouco mais de um ano depois, o tribunal de apelação da Califórnia ficou a seu favor. A decisão foi uma das decisões legais mais significativas e abrangentes de Hollywood, reduzindo o poder dos estúdios e estendendo maior liberdade criativa aos artistas. A "regra dos sete anos" resultante lei da Califórnia, conforme articulada pelo Tribunal de Apelação ao analisar a Seção 2855 do Código do Trabalho no "caso de Havilland", ainda é conhecido hoje como "Lei de de Havilland". Sua vitória legal, que lhe custou US$ 13 000 em honorários advocatícios, rendeu a de Havilland o respeito e a admiração de seus colegas de trabalho, entre eles o de sua própria irmã, Joan Fontaine, que comentou em dada ocasião:
"Hollywood deve muito a Olivia".
A Warner Bros. reagiu ao processo de Havilland circulando uma carta para outros estúdios que teve o efeito de uma "lista negra virtual". (de Havilland não estava sendo contratada por outras empresas pelo medo de processos futuros). Como consequência, de Havilland não trabalhou no cinema por quase dois anos, então fez turnês para entreter os soldados feridos na Segunda Guerra Mundial. Ela ganhou o respeito e a admiração das tropas por visitar as ilhas isoladas e frentes de batalha no Pacífico. Ela sobreviveu a voos em aeronaves danificadas e a um ataque de pneumonia viral que exigiu vários dias de permanência em um dos hospitais do quartel da ilha. Mais tarde, ela lembrou: "Adorei fazer as turnês porque era uma maneira de servir meu país e contribuir para o esforço de guerra".

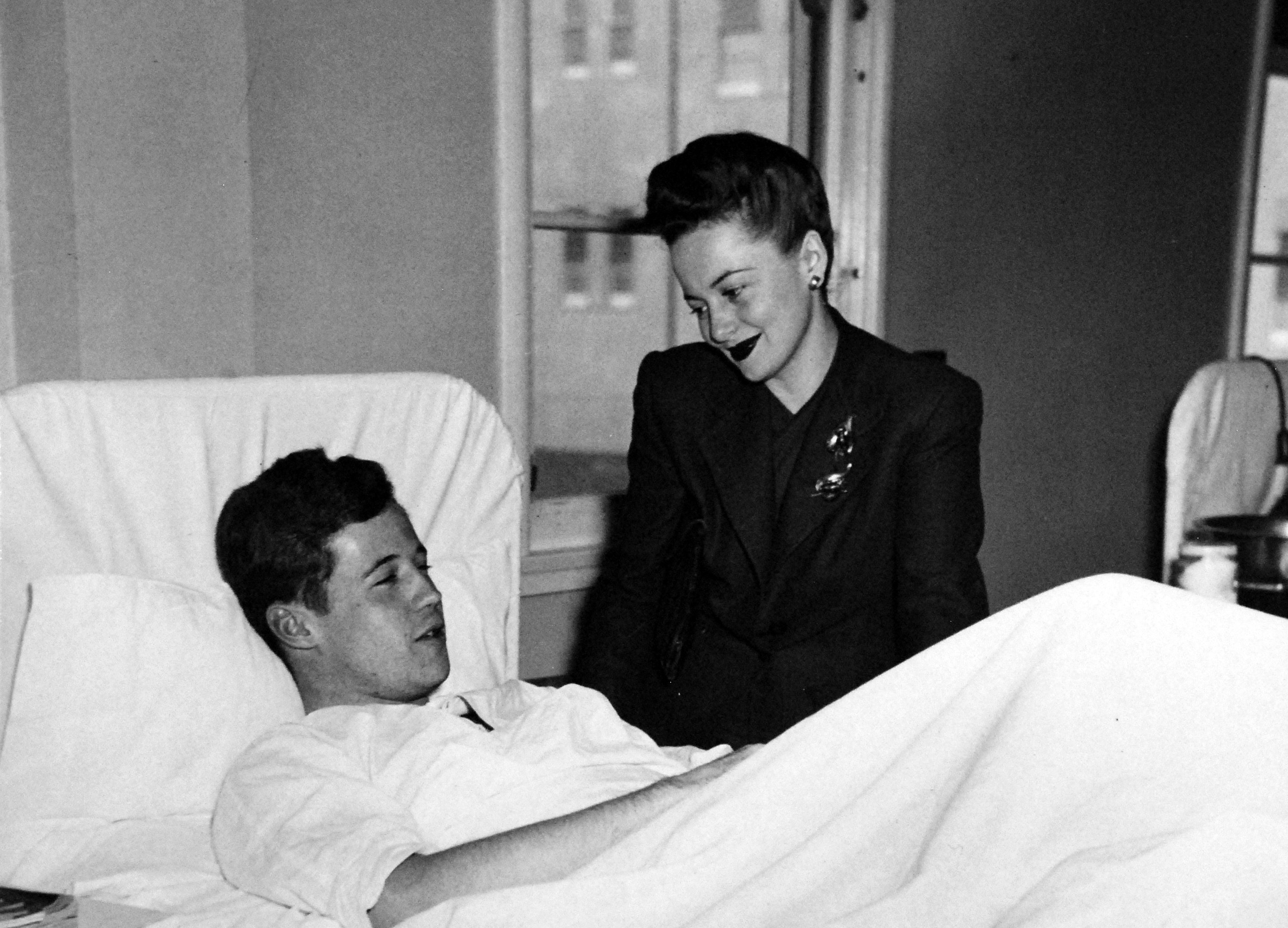
De Havilland na Estação Aérea Naval em Kodiak, Alasca (20 de março de 1944).

Foi devido à luta judicial que o filme "Devotion", uma biografia das irmãs Brontë (Charlotte, Emily e Anne), e seu último filme para a Warner, só foi distribuído em 1946, com três anos de atraso.
A qualidade e variedade dos papéis oferecidos a ela começou a melhorar. Após o lançamento do filme "Devotion", de Havilland assinou um contrato para três outros filmes, com a Paramount Pictures, que foram: "To Each His Own" (1946), "The Well-Groomed Bride" (1946) e "The Heiress" (1949).
Ao aceitar trabalhar no filme "To Each His Own", de Havilland mostrou que realmente queria algo que lhe permitisse uma oportunidade maior para brilhar como atriz. Neste filme ela interpreta Josephine "Jody" Norris, uma garota de cidade pequena durante a Primeira Guerra Mundial, que engravida de um piloto de avião morto em combate. Decidida a levar sua gravidez adiante, mas sem querer se tornar vítima de um escândalo por ser mãe solteira, ela entrega o seu bebê para que uma família o adote; à medida que o tempo passa, ela acompanha o crescimento do seu filho de longe e, ao se afeiçoar à criança, sofre pelo fato de não poder revelar que é sua mãe. Um grande drama da década de 1940, que rendeu à atriz sua terceira indicação ao Oscar e sua primeira vitória como melhor atriz principal. Na cerimônia de entrega do prêmio, ela agradeceu a 27 pessoas, tornando-se a dona do recorde de nomes citados no agradecimento feito após ganhar o Oscar.

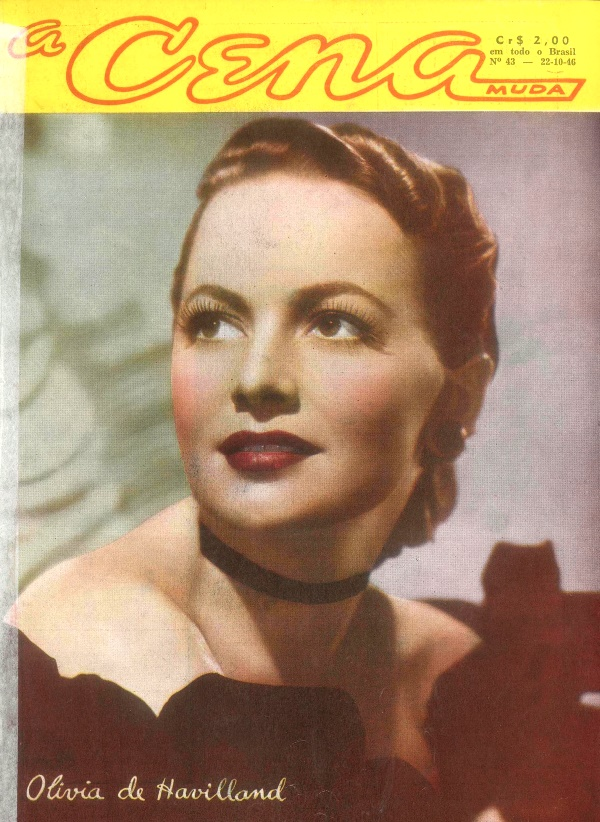
Capa da revista brasileira A Cena Muda, outubro de 1946

James Agee notara a mudança nos papéis de Olivia e, numa crítica ao filme "The Dark Mirror" (1946), afirmou que "de Havilland, que sempre foi uma das mais belas mulheres do cinema, provou em seus recentes desempenhos sua capacidade de atuar". Ele também comentou que "a performance dela é ponderada, calma, detalhada e bem sustentada [...]". "The Dark Mirror" é um thriller psicológico que conta a história de duas belas irmãs gêmeas idênticas vividas por de Havilland: uma, gentil e amorosa, e a outra, cruel e gravemente perturbada. Um médico é morto e testemunhas afirmam ter visto uma briga entre uma das irmãs e a vítima, pouco antes do assassinato. Um detetive que investiga o caso não consegue identificar qual delas é a responsável pelo crime. Os policiais pedem a ajuda de um médico que estuda as gêmeas para ajudar a desvendar o caso.

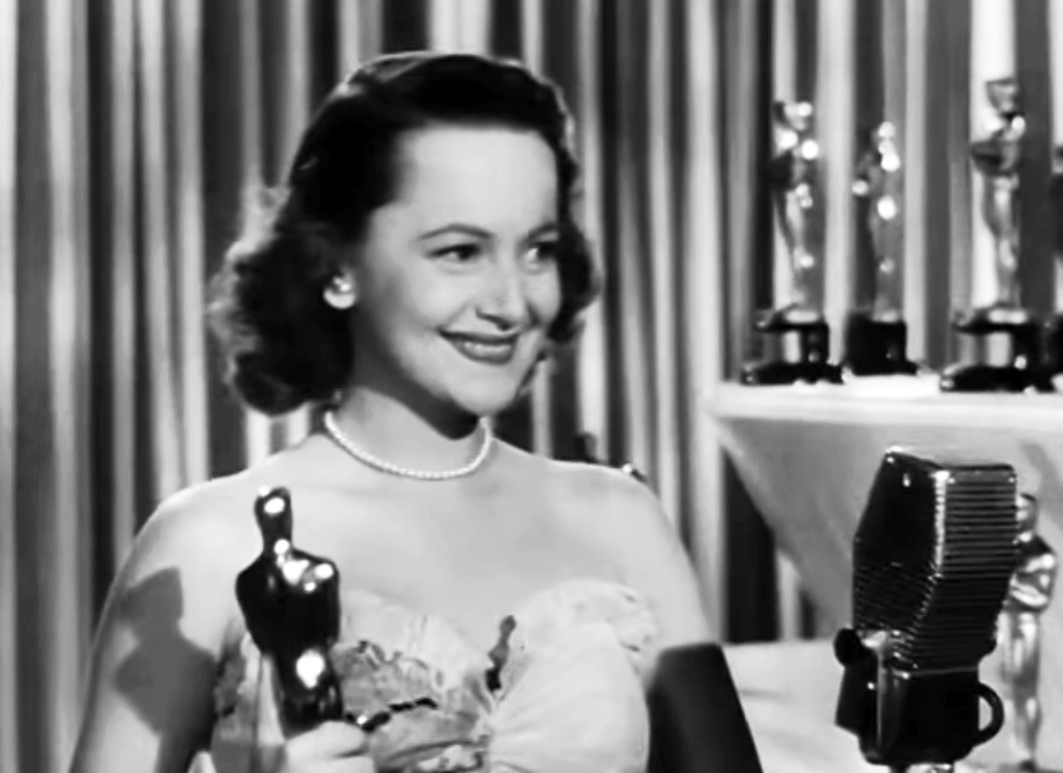
De Havilland com o primeiro de seus dois Oscars, este por "To Each His Own" (13 de março de 1947).

De Havilland também foi amplamente elogiada por "The Snake Pit" (1948), que citou como sendo seu filme preferido, e foi um dos primeiros que tentaram mostrar o retrato realista da doença mental. Ela foi louvada pela disposição que teve em desempenhar um papel que era completamente desprovido de glamour, tendo tal assunto enfrentado questões controversas. A atriz realizou pesquisas com tanta determinação que todos se surpreendiam, prestando atenção com cuidado a cada um dos procedimentos aplicados aos provedores de doenças mentais, como tratamentos de hidroterapia e de eletrochoque. Quando permitida, participou de longas sessões individuais de terapia. Atendeu a funções sociais, incluindo jantares e também promoveu bailes. Depois do lançamento do filme, a colunista Florabel Muir questionou se as instituições mentais realmente "permitiram bailes e contato com os internos, que podem se tornar violentos". Para surpresa da colunista, a própria de Havilland a telefonou e a assegurou que a iniciativa de jantares e bailes para os internos foi ela mesma quem havia tomado, e sem consultar os dirigentes das instituições, justamente para evitar que algum deles não consentisse com o que planejara.

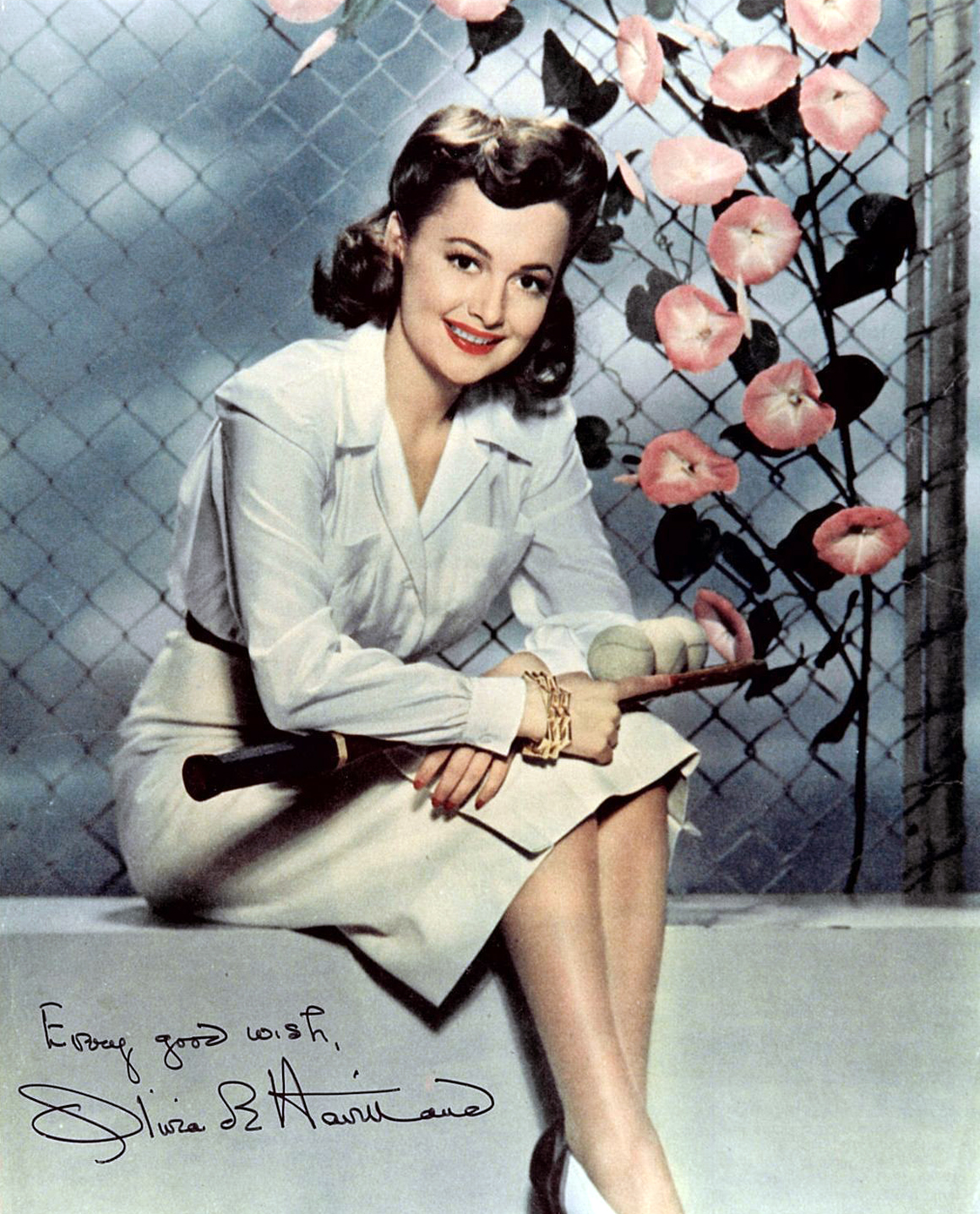
De Havilland em foto de publicidade, na década de 1940

Seu desempenho em "The Snake Pit" foi considerado por muitos como uma dentre as melhores atuações de sua carreira, tendo sido recompensada com mais uma nomeação para o Oscar. Embora ela tivesse perdido o prêmio para Jane Wyman, que o levou pela atuação no filme "Johnny Belinda" (1948), de Havilland recebeu o maior número de prêmios que ganharia por sua performance num filme. Neste filme ela interpretou Virginia Stuart-Cunningham, uma escritora vítima de depressão nervosa. Após seu casamento, a jovem sofre um colapso e é internada num hospital psiquiátrico, e passados alguns dias, não se lembra por qual motivo ela está lá. Durante a sua estadia na instituição, ela se torna testemunha dos maus-tratos aos quais os internos estão submetidos. O filme, inovador para a época, foi um sucesso de crítica e de público, ficando entre as dez maiores bilheterias do ano, mais precisamente na sexta posição. Foi um dos primeiros a mostrar o ponto de vista da sociedade em relação aos que sofrem de doença mental, e levou a legislação a prover melhorias nos cuidados de saúde mental nos Estados Unidos.

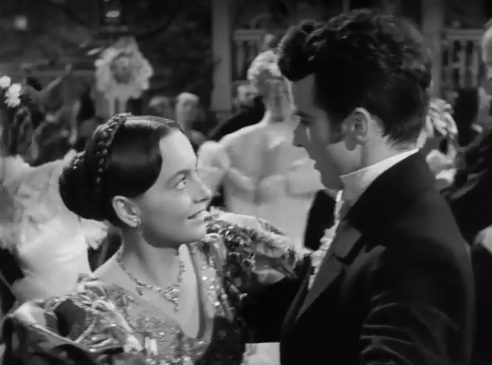
De Havilland com Montgomery Clift em cena de "The Heiress" (1949), filme que lhe rendeu um segundo Oscar de melhor atriz.

Após assistir à peça "Washington Square", na Broadway, de Havilland disse ao diretor William Wyler que a história poderia dar um ótimo filme. Ele concordou e propôs o filme aos executivos da Paramount, que logo procuraram adquirir os direitos autorais da peça. Assim, foi sem surpresa que, em 1949, ela foi convidada para atuar como a protagonista da versão cinematográfica da peça, "The Heiress". Muitos críticos especializados o consideram uma excelente produção. A história trata do drama de uma tímida jovem chamada Catherine Sloper, herdeira de um pai tirano, que fica dividida quando se apaixona por um pretendente que, na verdade, está apenas de olho em sua fortuna. De uma certa forma pode-se dizer que de Havilland se arriscou aceitando o papel sem brilho, tímido e desajeitado. Mas seu instinto estava correto. E, com uma visceral performance, mais uma vez ela foi aclamada pelo público e pela crítica, sendo, inclusive, anunciada no trailer do filme como a "Rainha do Drama nas Telas". Ela recebeu o seu primeiro Globo de Ouro, na categoria de melhor atriz em filme de drama, além de ter sido recompensada com o seu segundo Oscar de melhor atriz, tornando-se assim uma das poucas que conseguiram ser contempladas com o prêmio em mais de uma ocasião. A forma como ela retratou a personagem, a princípio uma jovem ingênua e sem atrativos que se torna uma amarga e cruel herdeira, tornou-se memorável graças ao seu brilhante desempenho, que desde então passou a ser apontado como uma das melhores atuações dentre as premiadas com o Oscar. Katharine Hepburn, atriz por quem Olivia sempre teve grande admiração, quando perguntada sobre que conselho daria a um jovem ator ou atriz, afirmou:
"Não exagere; observe Spencer Tracy, Humphrey Bogart ... ou melhor, observe Olivia de Havilland em "The Heiress" e verá o que é uma atuação superior a tudo".

### 1950–1988: Reconhecimentos

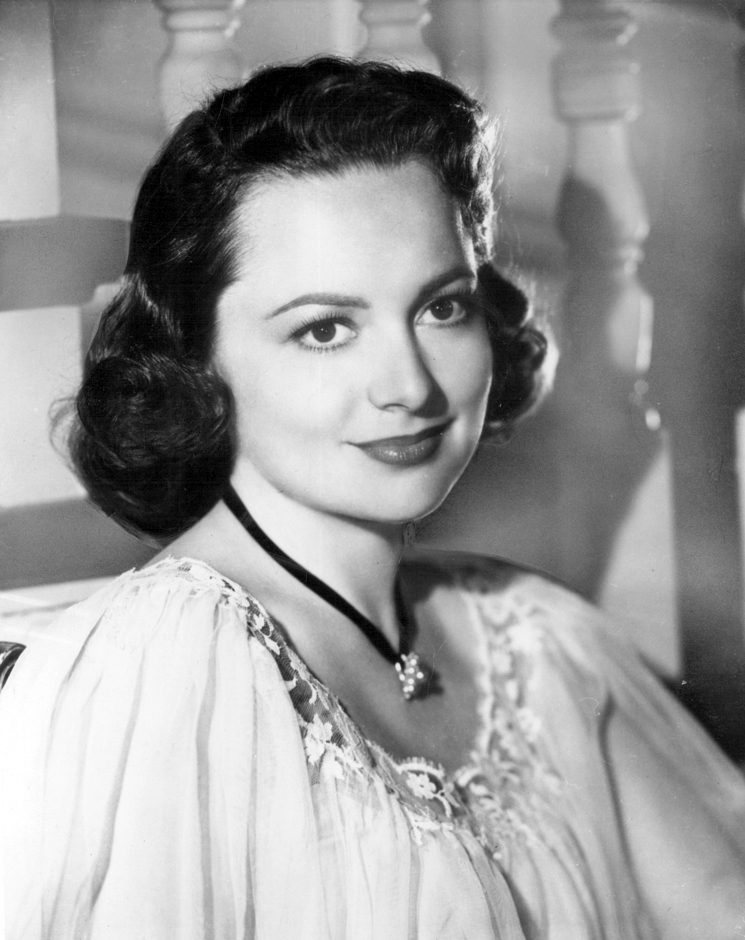
De Havilland em 1952

Depois de ter ganhado, em 1950, o seu segundo Oscar de melhor atriz, ela foi convidada para o papel de Blanche DuBois no filme "A Streetcar Named Desire" (1951), com Marlon Brando, mas recusou, e o papel foi para Vivien Leigh (com quem de Havilland havia contracenado em "Gone with the Wind"). O filme conferiu à Leigh um segundo Oscar de melhor atriz. Em uma entrevista de 2006, de Havilland negou que recusara o trabalho pela natureza desagradável de alguns elementos do roteiro, mas sim pelo fato de ter um filho recém-nascido, Benjamin, que precisava de seus cuidados, e isso a tornou incapaz de se relacionar com o material.

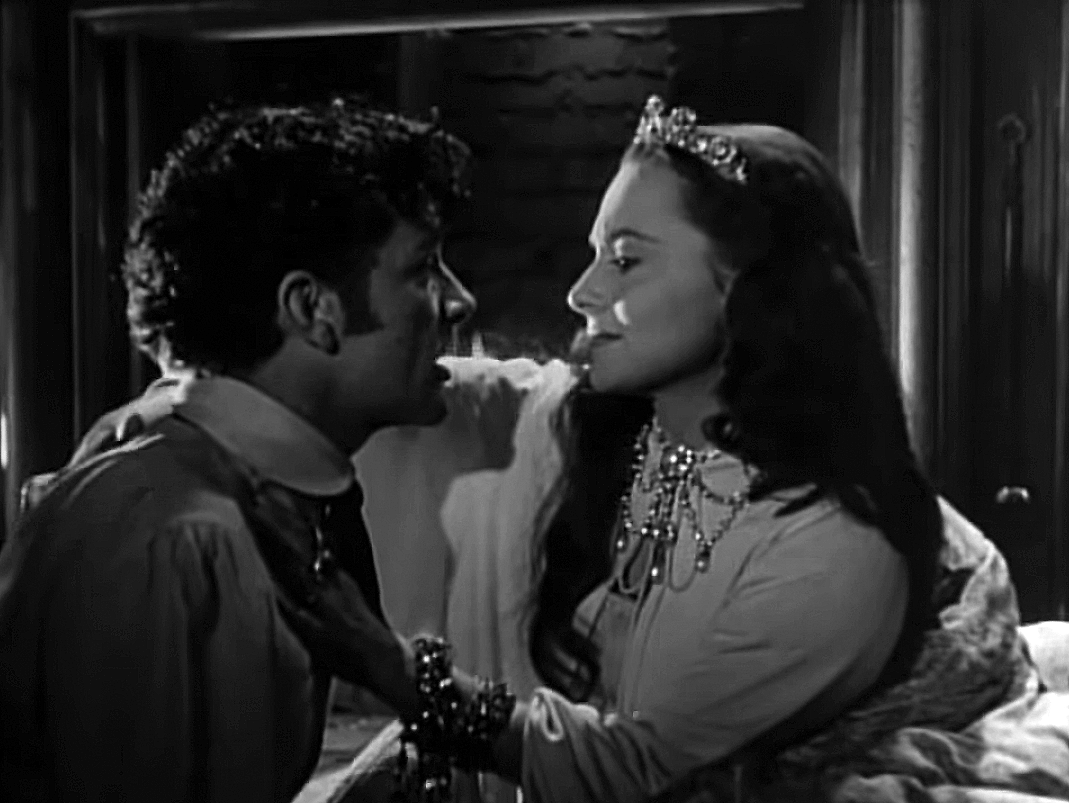
De Havilland contracenando com Richard Burton em "My Cousin Rachel" (1952).

Em 1952, ela estrelou "My Cousin Rachel", co-estrelado por Richard Burton. O filme é um misto de drama, romance e mistério, onde Olivia interpreta uma mulher de caráter duvidoso. Inspirado no livro de título original homônimo escrito por Daphne Du Maurier, este marcou a estreia de Burton no cinema americano.
Em 1953, a atriz viajou para Paris, a capital francesa. Aceitando papéis em filmes apenas quando interessada, suas aparições no cinema passaram a ser cada vez menos frequentes, em ordem do crescimento de seus filhos.

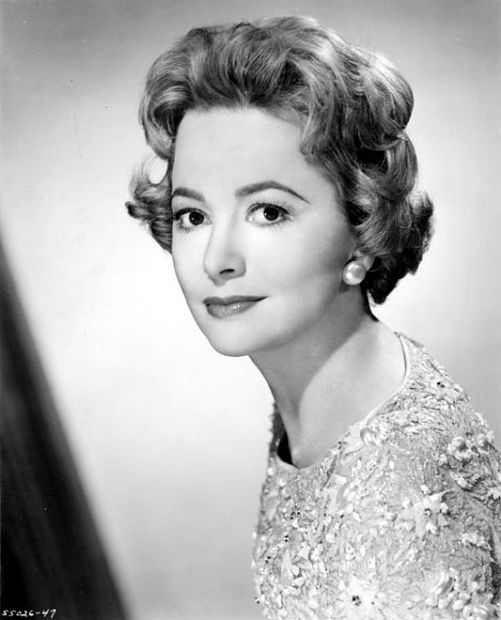
Olivia de Havilland na época das filmagens de "Libel" (1959).

Em 1962, publicou um livro chamado "Every Frenchman Has One", sobre suas dificuldades e aventuras tentando se ajustar à vida na França, e no mesmo ano voltou às telas depois de três anos de ausência, como a mãe de uma jovem de 26 anos que sofreu um acidente na infância; como resultado do acidente, a jovem tem a mentalidade de uma criança de 10 anos de idade, e agora se apaixona por um rapaz com quem quer se casar, no filme "Light in the Piazza".

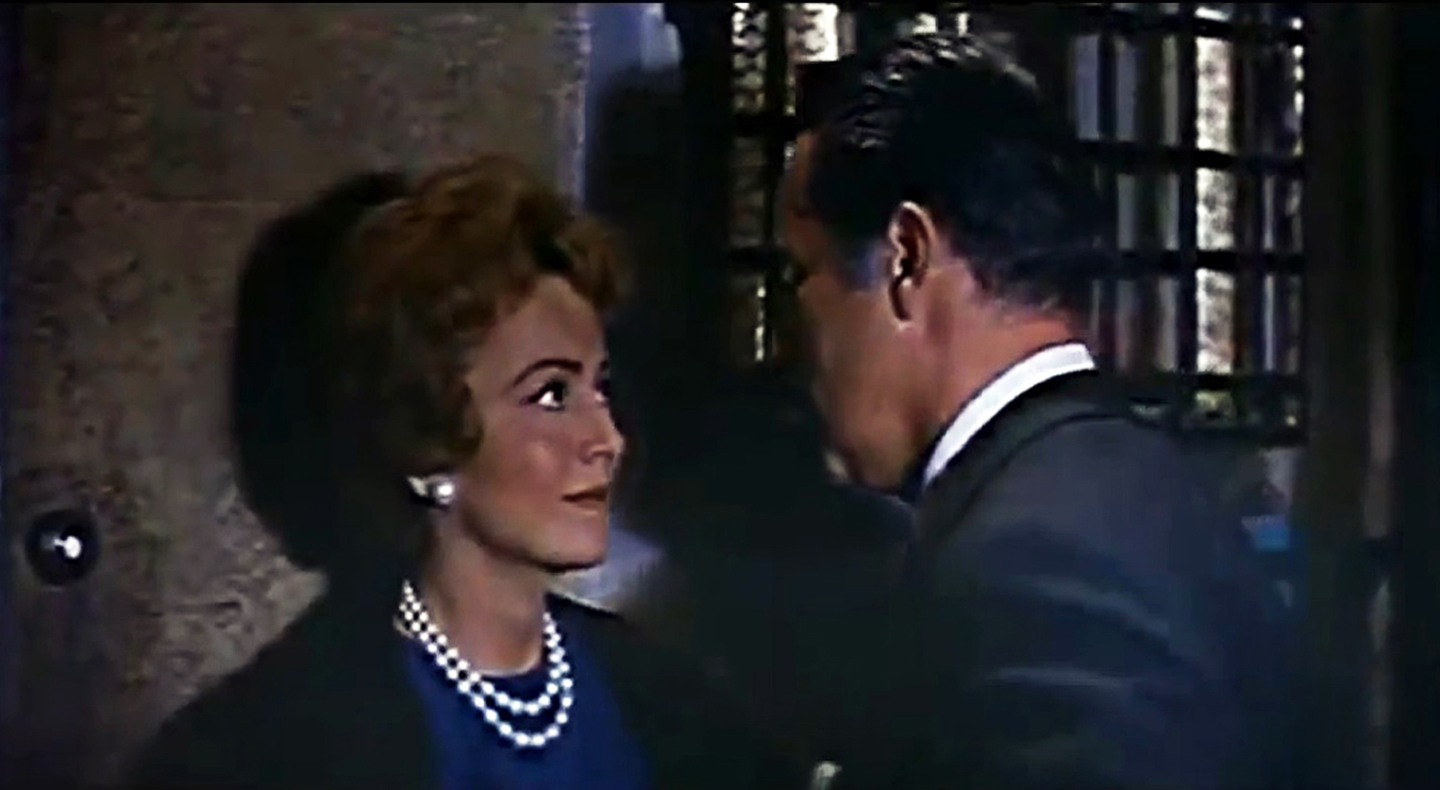
De Havilland com Rossano Brazzi no filme "Light in the Piazza" (1962).

Quando Bette Davis e Joan Crawford viram suas respectivas carreiras serem ressuscitadas após estrelarem o filme de terror gótico "What Ever Happened to Baby Jane?" (1962), não demorou muito para que outras atrizes de meia-idade, como Olivia de Havilland, tentassem uma segunda carreira estrelando filmes do gênero. De Havilland protagonizou o suspense "Lady in a Cage" (1964), um filme polêmico e controverso sobre uma mulher de meia-idade presa num elevador, atormentada por uma gangue psicótica que rouba os bens de sua mansão. Hoje considerado um clássico, o filme foi muito atacado pela crítica quando lançado por causa das excessivas cenas de violência que chocaram o público, tendo sido, por esta razão, banido na Inglaterra. De Havilland, contudo, se saiu muito bem em sua performance, assim como o ator James Caan, em sua estreia no cinema, no papel de líder da gangue.
Nessa época, Robert Aldrich, diretor de "What Ever Happened to Baby Jane?", estava à procura de uma atriz que pudesse, ao lado de Bette Davis, estrelar o suspense "Com a Maldade na Alma" (1964), no papel antes dado a Joan Crawford, que se retirou do projeto alegando estar doente. Aldrich oferecera o papel a atrizes como Katharine Hepburn, Vivien Leigh, Barbara Stanwyck e Loretta Young, que recusaram a oferta. Para convencer de Havilland a ficar com o papel, o diretor teve de viajar até a Suíça, onde a atriz então se encontrava.
Olivia teve a oportunidade de, novamente e pela última vez, contracenar com a amiga Bette Davis. As filmagens de "Hush... Hush, Sweet Charlotte" passaram a ser feitas em clima de paz, pois ao contrário do que acontecia com Joan Crawford e Bette Davis, de Havilland e Davis, como sempre, se entendiam muito bem. Quando lançado, o filme chamou a atenção principalmente por seu elenco de veteranos, que também incluiu os nomes de Joseph Cotten e Agnes Moorehead, co-estrelas de "Cidadão Kane" (1941). Olivia de Havilland, em sua performance, chegou a ser apontada por muitos como mais atraente do que Bette Davis. Neste filme, de Havilland interpreta Miriam Deering, a prima astuta da estranha ricaça Charlotte Hollis (Bette Davis); Miriam é chamada para ajudar Charlotte, que vive há quase 40 anos reclusa em uma velha mansão na Louisiana, obcecada com a ideia que o fantasma de seu amante anda rondando a casa, deixando, assim, todos a sua volta apavorados. Curioso é o fato de, tanto Olivia como Bette estarem, neste filme, em papéis diferentes do que os que costumavam interpretar: Bette, famosa por seus papéis de mulheres fortes, determinadas, ou arrogantes, e até más, interpretou uma mulher sofrida, inconformada com a morte do amante, enquanto Olivia, famosa sobretudo por suas personagens amáveis, de bom coração (uma das razões que levaram a própria Bette Davis a tê-la carinhosamente apelidado de "Doce Olivia"), fez uma mulher suspeita. Sucesso de bilheteria, o filme recebeu nada menos do que sete indicações ao Oscar. Em 1965, se tornou a primeira mulher a presidir o júri do Festival de Cannes.
Na década de 1980, seus trabalhos televisivos incluíram o telefilme "Murder Is Easy" (1982), baseado na obra de Agatha Christie, o drama "The Royal Romance of Charles and Diana" (também de 1982), no qual ela interpretou Elizabeth, a Rainha Mãe, e a minissérie da ABC "North and South, Book II" (1986). Sua performance no telefilme "Anastasia: The Mystery of Anna" (1986), como Imperatriz Maria Feodorovna, lhe rendeu um Globo de Ouro de melhor atriz coadjuvante em televisão. Em 1988, de Havilland apareceu no drama romântico da HTV "The Woman He Loved"; foi sua performance final nas telas.

### 1989–2017: Aposentadoria e homenagens

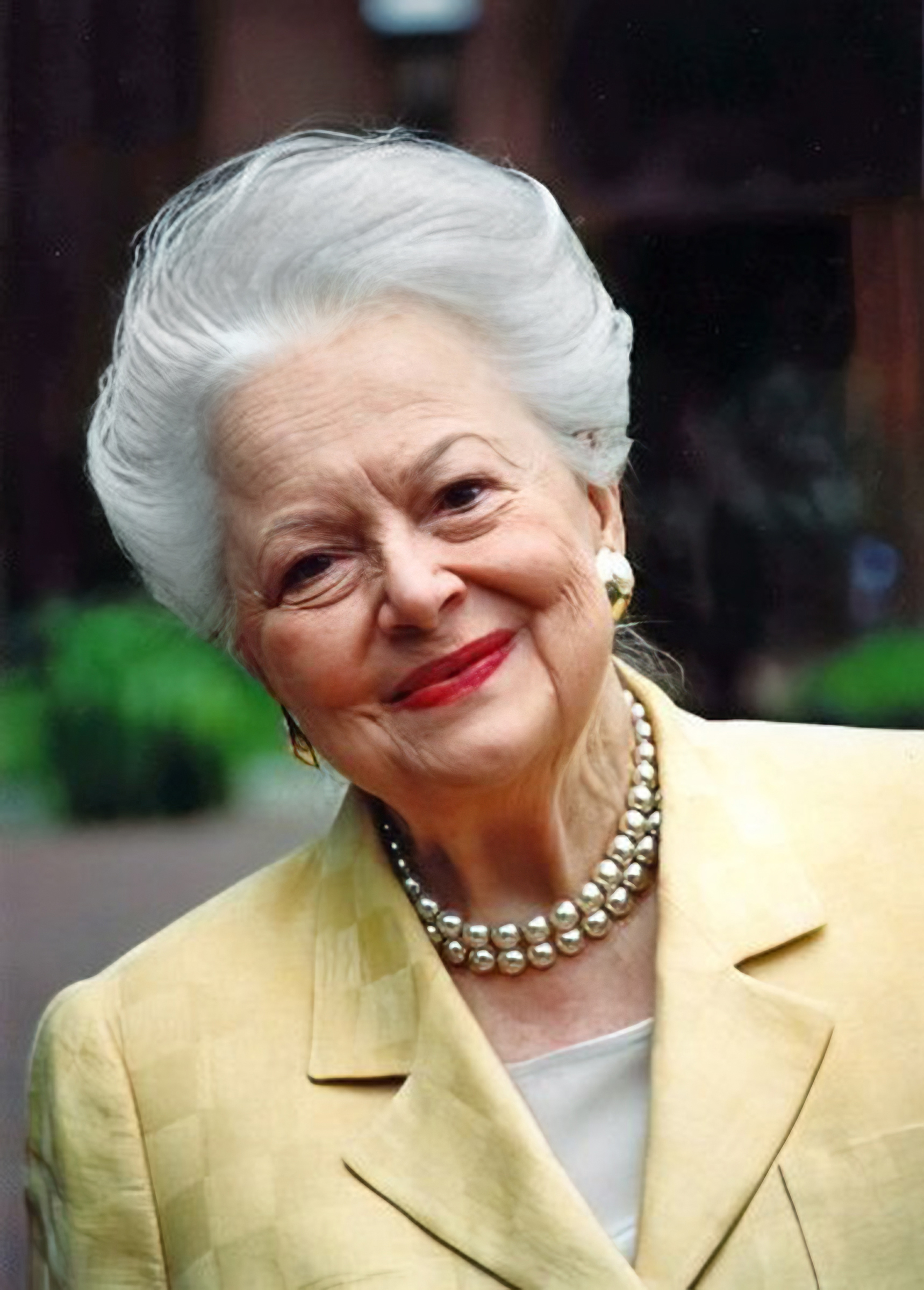
De Havilland na Instituição Smithsonian, em 2001.

Mesmo depois da aposentadoria, de Havilland permaneceu ativa na comunidade cinematográfica. Em 1998, ela viajou para Nova Iorque para ajudar a promover uma exibição especial de "Gone with the Wins". Em 2003, ela apareceu como apresentadora na 75ª edição do Oscar, ganhando uma longa ovação de pé em sua entrada. Em 2004, Turner Classic Movies produziu uma peça retrospectiva chamada "Melanie Remembers" na qual ela foi entrevistada para o 65º aniversário do lançamento original de "Gone with the Wind". Em junho de 2006, ela fez aparições em homenagens comemorativas de seu 90º aniversário na Academia de Artes e Ciências Cinematográficas e no Museu de Arte do Condado de Los Angeles.
Em 17 de novembro de 2008, aos 92 anos, de Havilland recebeu a Medalha Nacional de Artes, a mais alta honraria conferida a um artista individual em nome do povo dos Estados Unidos. A medalha foi apresentada a ela pelo presidente George W. Bush, que a elogiou "por sua habilidade persuasiva e convincente como atriz em seus papéis de Hérmia, de Shakespeare, e Melanie, de Margaret Mitchell. Sua independência, integridade e graça ganharam liberdade criativa para ela e seus colegas atores de cinema". No ano seguinte, de Havilland narrou o documentário "I Remember Better When I Paint" (2009), um filme sobre a importância da arte no tratamento da doença de Alzheimer.
Em 2010, de Havilland quase fez seu retorno à telas, após um hiato de 22 anos, com a adaptação planejada "The Aspern Papers", na direção de James Ivory, mas o projeto nunca foi feito. Em 9 de setembro de 2010, aos 94 anos, de Havilland recebeu a mais alta condecoração da França, a Legião de Honra, uma ordem de decoração de Cavalaria entregue pelo Presidente da República Francesa, Nicolas Sarkozy, que disse para a atriz: "Você honra a França por ter escolhido a nós". Em fevereiro do ano seguinte, ela apareceu no César Awards na França, onde foi aplaudida de pé. De Havilland comemorou seu 100º aniversário no 1º de julho de 2016.
Em junho de 2017, duas semanas antes de completar 101 anos, de Havilland foi nomeada Dama Comandante da Ordem do Império Britânico pela Rainha Elizabeth II, por serviços prestados à arte, tornando-se, então, a mulher mais velha a receber esta condecoração. Ela não viajou para a cerimônia de posse no Palácio de Buckingham e recebeu sua homenagem das mãos do embaixador britânico na França em seu apartamento em Paris em março de 2018, quatro meses antes de seu 102º aniversário. Sua filha Gisèle estava ao seu lado.

## Vida pessoal

### Relacionamentos

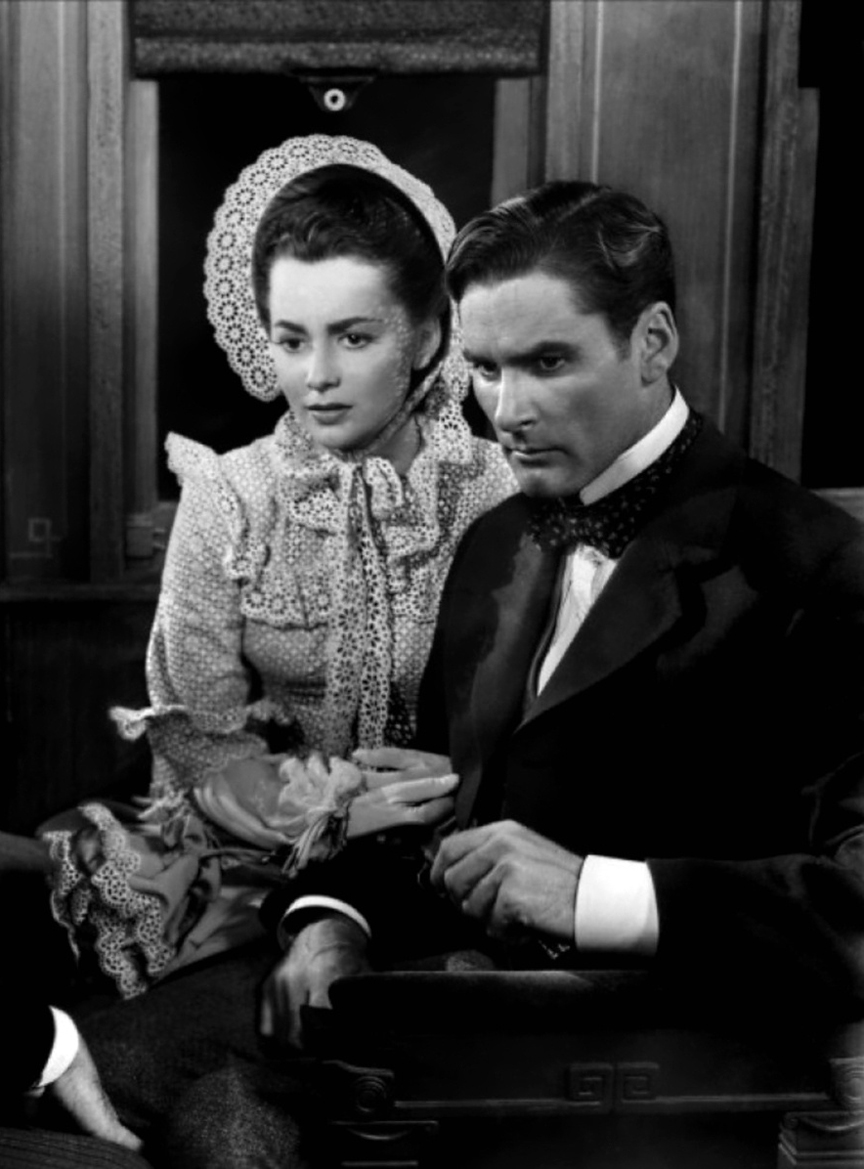
De Havilland e Errol Flynn, 1940.

Embora conhecidos como um dos mais famosos casais de Hollywood, de Havilland e Errol Flynn nunca estiveram em um romance. Ao conhecê-la pela primeira vez na Warner Bros. em agosto de 1935, Flynn se sentiu atraído pela atriz de 19 anos com "olhos castanhos quentes" e "charme extraordinário". Por sua vez, de Havilland se apaixonou por ele e disse em uma entrevista de 2009: "Sim, nós nos apaixonamos e acredito que isso é evidente na química entre nós, nas telas. Mas suas circunstâncias na época impediram que o relacionamento continuasse. Não falei muito sobre isso, mas o relacionamento não foi consumado. A química estava lá, no entanto. Estava lá". Mesmo com a enorme atração, manteve seus sentimentos guardados. Flynn escreveu mais tarde: "Quando fizemos The Charge of the Light Brigade, eu tive certeza de que estava apaixonado por ela". Flynn finalmente confessou seu amor em 12 de março de 1937, na baile de coroação do Rei George VI no Ambassador Hotel em Los Angeles, onde eles dançaram lentamente, e depois dançaram juntos ao som de "Sweet Leilani", na boate Coconut Grove do hotel. "Fui profundamente afetada por ele", ela lembrou mais tarde, "era impossível para mim não ser". A noite terminou com uma nota sóbria, no entanto, com de Havilland insistindo que, apesar da  separação de sua esposa Lili Damita, ele precisava se divorciar dela antes que seu relacionamento pudesse prosseguir. Flynn se reuniu com sua esposa no final daquele ano, e de Havilland nunca agiu de acordo com seus sentimentos por Flynn. Durante a produção de "Robin Hood" em novembro de 1937, de Havilland divertidamente decidiu provocar Flynn, que estava sendo observado de perto no set por sua esposa. Em uma entrevista de 2005, de Havilland disse: "E então tivemos uma cena de beijo, que eu esperava com grande prazer. Lembro que estraguei todas as tomadas, pelo menos seis seguidas, talvez sete, talvez oito, e tivemos que nos beijar tudo de novo. E Errol Flynn ficou realmente bastante desconfortável, e ele teve, se assim posso dizer, um pequeno problema com suas meias". De Havilland, ao relembrar Errol Flynn, anos mais tarde, disse:
"Eu tive, de fato, uma queda por Errol Flynn desde as filmagens de "O Capitão Blood". Eu o achava absolutamente sensacional, durante três anos contínuos, sem ele sequer imaginar. E ele começou a me cortejar, mas não deu em nada. Eu não me arrependo disso; ele poderia ter arruinado minha vida".
Em julho de 1938, de Havilland começou a namorar o magnata dos negócios, aviador e cineasta Howard Hughes, que havia acabado de completar seu voo recorde ao redor do mundo em 91 horas. Além de acompanhá-la pela cidade, ele deu à atriz suas primeiras aulas de voo. Ela disse mais tarde: "Ele era um homem bastante tímido ... e, no entanto, em toda uma comunidade onde os homens todos os dias interpretavam heróis na tela e não faziam nada heroico na vida, aqui estava esse homem que era um verdadeiro herói".
Em dezembro de 1939, ela começou um relacionamento romântico com o ator James Stewart. A pedido de Irene Mayer Selznick, a agente do ator pediu a Stewart para escoltar de Havilland para a estreia de "Gone with the Wind" em Nova Iorque, no Astor Theatre, em 19 de dezembro de 1939. Nos dias seguintes, Stewart a levou várias vezes ao teatro e ao 21 Club. Eles continuaram a se ver em Los Angeles, onde Stewart a dava aulas de voo ocasionais. De acordo com de Havilland, Stewart propôs casamento a ela em 1940, mas ela sentiu que ele não estava pronto para se estabelecer. O relacionamento deles terminou no final de 1941, quando de Havilland começou um relacionamento romântico com o diretor de cinema John Huston enquanto gravava "In This Our Life". "John era um grande amor meu", ela admitiria mais tarde, "Ele era um homem com quem eu queria me casar". Em 29 de abril de 1945, na casa do produtor David O. Selznick, Huston, que sabia da paixão de três anos de de Havilland por Flynn, confrontou o ator australiano – que sofria de tuberculose – sobre não servir nas forças armadas durante a guerra. Quando Flynn respondeu aludindo ao seu antigo "relacionamento" com de Havilland, Huston iniciou uma briga prolongada com o boxeador amador experiente que os levou ao hospital.

### Casamentos e filhos

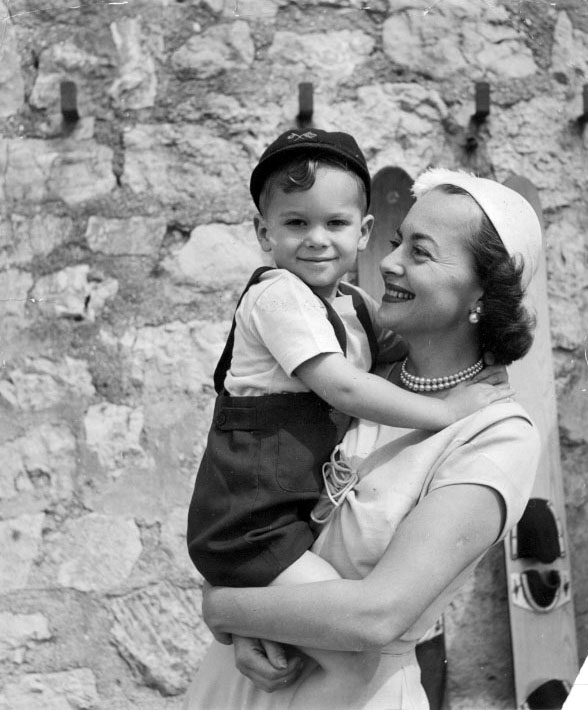
De Havilland e seu filho Benjamin, c 1952.

Em 26 de agosto de 1946, se casou com Marcus Goodrich, um veterano da Marinha dos EUA, jornalista e autor do romance "Delilah" (1941). O casamento terminou em divórcio no ano de 1953.  Eles tiveram um filho, Benjamin Goodrich, que nasceu em 27 de setembro de 1949. Ele foi diagnosticado com linfoma de Hodgkin aos 19 anos, e se formou na Universidade do Texas. Trabalhou como analista estatístico da "Lockheed Missiles and Space Company", em Sunnyvale, e como representante bancário internacional do Banco Comercial do Texas, em Houston. Morreu em 29 de setembro de 1991, em Paris, aos 42 anos, de doença cardíaca provocada por tratamentos para a doença de Hodgkin, três semanas antes da morte de seu pai.

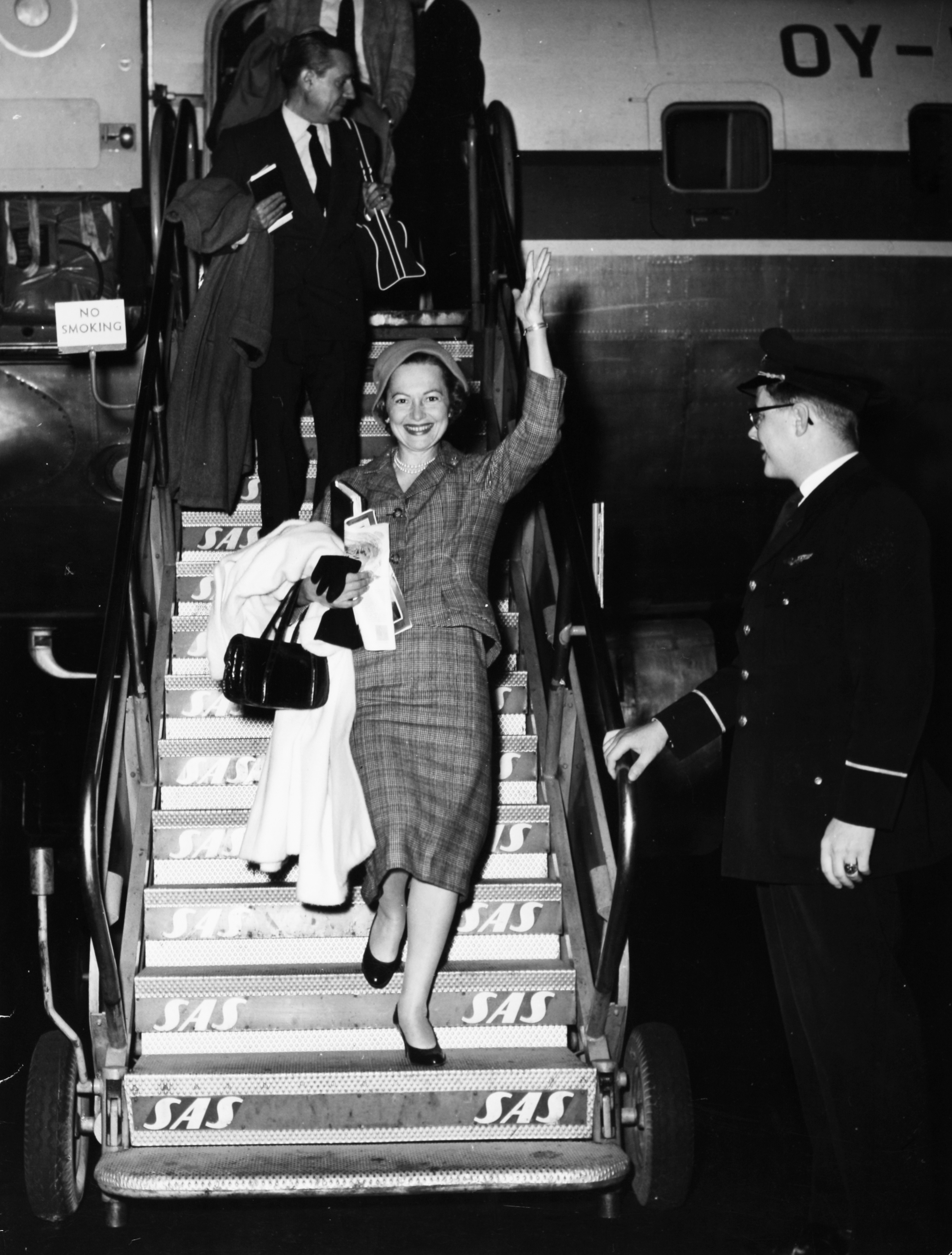
De Havilland chegando com o seu marido, Pierre Galante, ao Aeroporto de Copenhague, Dinamarca, em 13 de agosto de 1957.

Em 2 de abril de 1955, de Havilland casou-se com Pierre Galante, editor executivo da revista Paris Match. Seu casamento com Galante a levou a se mudar para Paris. O casal se separou em 1962, mas continuou morando na mesma casa por mais seis anos para criar a filha juntos. Galante mudou-se para o outro lado da rua e os dois permaneceram próximos, mesmo após a finalização do divórcio em 1979. De Havilland cuidou dele durante sua última luta contra o câncer de pulmão antes de sua morte em 1998. Eles tiveram uma filha, Gisèle Galante, que nasceu em 18 de julho de 1956. Depois de estudar Direito, na Faculdade de Direito da Université de Nanterre, trabalhou como jornalista na França e nos Estados Unidos. Desde 1956, de Havilland morava em uma casa de três andares perto do Bois de Boulogne, em Paris.

### Religião e posicionamento político
De Havilland foi criada na Igreja Episcopal e permaneceu episcopal ao longo de toda sua vida. Em uma entrevista de 2015, de Havilland afirmou que suas crenças religiosas haviam caducado em sua idade adulta, mas que ela recuperou sua fé quando seu filho estava doente. Sua fé renovada inspirou sua irmã a retornar à Igreja Episcopal. Na década de 1970, ela se tornou uma das primeiras mulheres leitoras na Catedral Americana em Paris, onde ela estava na rota regular de leituras das Escrituras. Em 2012, ela estava fazendo leituras nos principais dias de festa, incluindo o Natal e a Páscoa. "É uma tarefa que eu amo", ela disse uma vez. Ao descrever sua preparação para suas leituras, ela observou certa vez: "Você tem que transmitir o significado profundo, você vê, e tem que começar com sua própria fé. Mas primeiro, eu sempre oro. Eu oro antes de começar a me preparar, também. Na verdade, eu sempre fazia uma oração antes de filmar uma cena, então isso não é tão diferente, de certa forma". De Havilland preferiu usar a bíblia inglesa revisada por seu estilo poético. Ela criou seu filho Benjamin na Igreja Episcopal e sua filha Gisèle na Igreja Católica Romana, a fé do pai de cada criança.
Como cidadã dos Estados Unidos, de Havilland envolveu-se na política como forma de exercer suas responsabilidades cívicas. Ela fez campanha para o Presidente Democrático Franklin D. Roosevelt, em 1944. Após a guerra, ela se juntou ao "Independent Citizens' Committee of the Arts, Sciences, and Professions" ("Comitê de Artes, Ciências e Profissões de Cidadãos Independentes"), um grupo nacional de defesa de políticas públicas que incluía Bette Davis, Gregory Peck, Groucho Marx e Humphrey Bogart em seu capítulos de Hollywood. Em junho de 1946, ela foi convidada a fazer discursos para o comitê que refletiam a linha do Partido Comunista – o grupo foi posteriormente identificado como uma organização de Frente comunista. Perturbada ao ver um pequeno grupo de membros comunistas manipulando o comitê, ela removeu o material pró-comunista de seus discursos e os reescreveu para refletir a plataforma anticomunista do presidente democrata Harry S. Truman. Ela lembrou mais tarde: "Percebi que um núcleo de pessoas estava controlando a organização sem que a maioria dos membros do conselho estivesse ciente disso. E eu sabia que eles tinham que ser comunistas".
Ela organizou uma luta para recuperar o controle do comitê de sua liderança pró-soviética, mas seus esforços de reforma falharam. Sua renúncia do comitê desencadeou uma onda de renúncias de outras 11 figuras de Hollywood, incluindo o futuro presidente Ronald Reagan. Reagan era um membro relativamente novo do conselho quando foi convidado a se juntar a 10 outros colegas da indústria cinematográfica, incluindo o chefe do estúdio da MGM Dore Schary, para uma reunião na casa de de Havilland, onde ele soube pela primeira vez que os comunistas estavam tentando obter o controle do Comitê. Durante a reunião, ele se virou para de Havilland, que estava no comitê executivo, e sussurrou: "Sabe, Olivia, sempre pensei que 'você' pudesse ser uma deles". Rindo, ela respondeu: "Isso é engraçado. Eu pensei que 'você' fosse um deles". Reagan sugeriu que eles propusessem uma resolução na próxima reunião, reafirmando a "crença na livre iniciativa e no sistema democrata" do comitê e repudiando "o comunismo como desejável para os Estados Unidos" – o comitê executivo votou contra na semana seguinte. Pouco depois, o comitê se desfez, apenas para ressurgir como uma organização de fachada recém-nomeada. Apesar de organizar a resistência de Hollywood à influência soviética, de Havilland foi denunciada no final daquele ano, na revista Time, por seu envolvimento no comitê. Em 1958, ela foi secretamente chamada perante o Comitê de Atividades Antiamericanas  e relatou suas experiências com o Comitê de Cidadãos Independentes.

### Rivalidade com Joan Fontaine

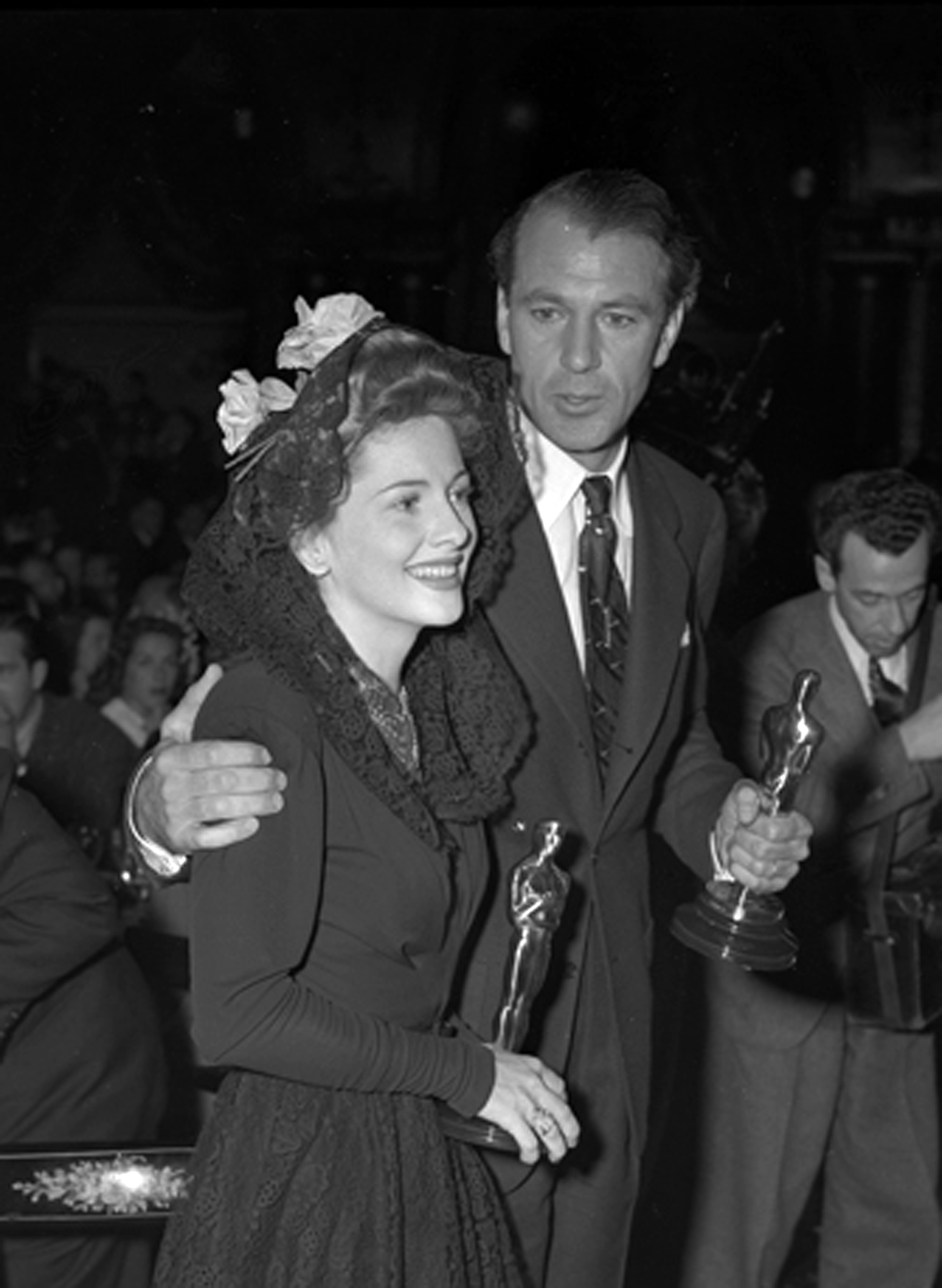
Joan Fontaine ao lado do ator Gary Cooper, na 14ª Edição do Oscar, em 1942.

De Havilland e sua irmã Joan Fontaine são os únicos irmãos que ganharam o Oscar em uma categoria de atuação principal. De acordo com o biógrafo Charles Higham, as irmãs sempre tiveram um relacionamento difícil, começando na infância quando Olivia teve dificuldade em aceitar a ideia de ter uma irmã mais nova, e Joan se ressentiu de sua mãe sempre favorecer Olivia. Olivia rasgava as roupas que sua irmã usava como segunda mão, forçando Joan a costurá-las novamente. Essa tensão foi agravada pelas frequentes doenças infantis de Fontaine, que levaram à expressão excessivamente protetora de sua mãe: "Livvie pode, Joan não pode". De Havilland foi a primeira a se tornar atriz e, por vários anos, Fontaine foi ofuscada pelas realizações de sua irmã. Quando Mervyn LeRoy ofereceu a Fontaine um contrato pessoal, sua mãe disse a ela que a Warner Bros. era "o estúdio de Olivia" e que ela não poderia usar o sobrenome "de Havilland". Assim, Joan se viu obrigada a procurar um nome, tendo em primeiro Joan Burfield e, posteriormente, Joan Fontaine.
Em 1942, de Havilland e Fontaine foram ambas indicadas ao Oscar de melhor atriz – de Havilland por "Hold Back the Dawn" e Fontaine por "Suspeita". Quando Fontaine foi anunciada como vencedora, de Havilland reagiu graciosamente dizendo: "Conseguimos!". Segundo o biógrafo Charles Higham, como Joan avançou empolgada para receber seu prêmio, ela claramente rejeitou as tentativas de Olivia cumprimentá-la e parabenizá-la, e que Olivia acabou se ofendendo com essa atitude, já que a deixou envergonhada. Higham também afirmou que, depois, Joan sentiu-se culpada pelo que ocorreu na cerimônia de entrega do prêmio.
O relacionamento delas ficou ainda mais tenso em 1946, quando Fontaine fez comentários negativos a um entrevistador sobre o novo marido de Havilland, Marcus Goodrich. Quando leu os comentários de sua irmã, de Havilland ficou profundamente magoada e esperou por um pedido de desculpas que nunca foi oferecido. No ano seguinte, após receber seu primeiro Oscar por "To Each His Own", de Havilland foi abordada nos bastidores por Fontaine, que estendeu a mão para felicitá-la; de Havilland afastou-se da irmã sem aceitar o elogio. As duas não se falaram pelos próximos cinco anos após o incidente. Em 1957, na única entrevista em que comentou sobre seu relacionamento com sua irmã, de Havilland disse à Associated Press: "Joan é muito brilhante e afiada, e tem uma inteligência que pode ser cortante. Ela disse algumas coisas sobre Marcus que me magoaram profundamente. Ela estava ciente de que havia um distanciamento entre nós". Isso pode ter causado um distanciamento entre Fontaine e suas próprias filhas, que mantinham um relacionamento secreto com a tia.
Após seu divórcio de Goodrich, de Havilland retomou o contato com sua irmã, indo para seu apartamento em Nova Iorque e passando o Natal juntas em 1961. A ruptura final entre as irmãs ocorreu em 1975, devido a divergências sobre o tratamento de câncer de sua mãe – de Havilland queria consultar outros médicos e apoiou a cirurgia exploratória; Fontaine discordou. Fontaine mais tarde alegou que sua irmã não a notificou da morte de sua mãe enquanto ela estava em turnê com uma peça de Havilland na verdade enviou um telegrama, que levou duas semanas para chegar à irmã. Em uma entrevista de 1978, Fontaine disse: "Casei-me primeiro, ganhei um Oscar antes de Olivia e, se eu morresse primeiro, sem dúvida ela ficaria lívida porque eu também teria ganhado dela nisso!" A briga entre irmãs terminou com a morte de Fontaine, em 15 de dezembro de 2013. No dia seguinte, de Havilland divulgou um comunicado dizendo: "Estou chocada e entristecida, e agradeço por todas as expressões de simpatia e gentileza dos fãs". Joan, ironicamente, faleceu na data em que "Gone with the Wind", filme que imortalizou de Havilland no cinema americano, completara 74 anos de estreia.

## Legado

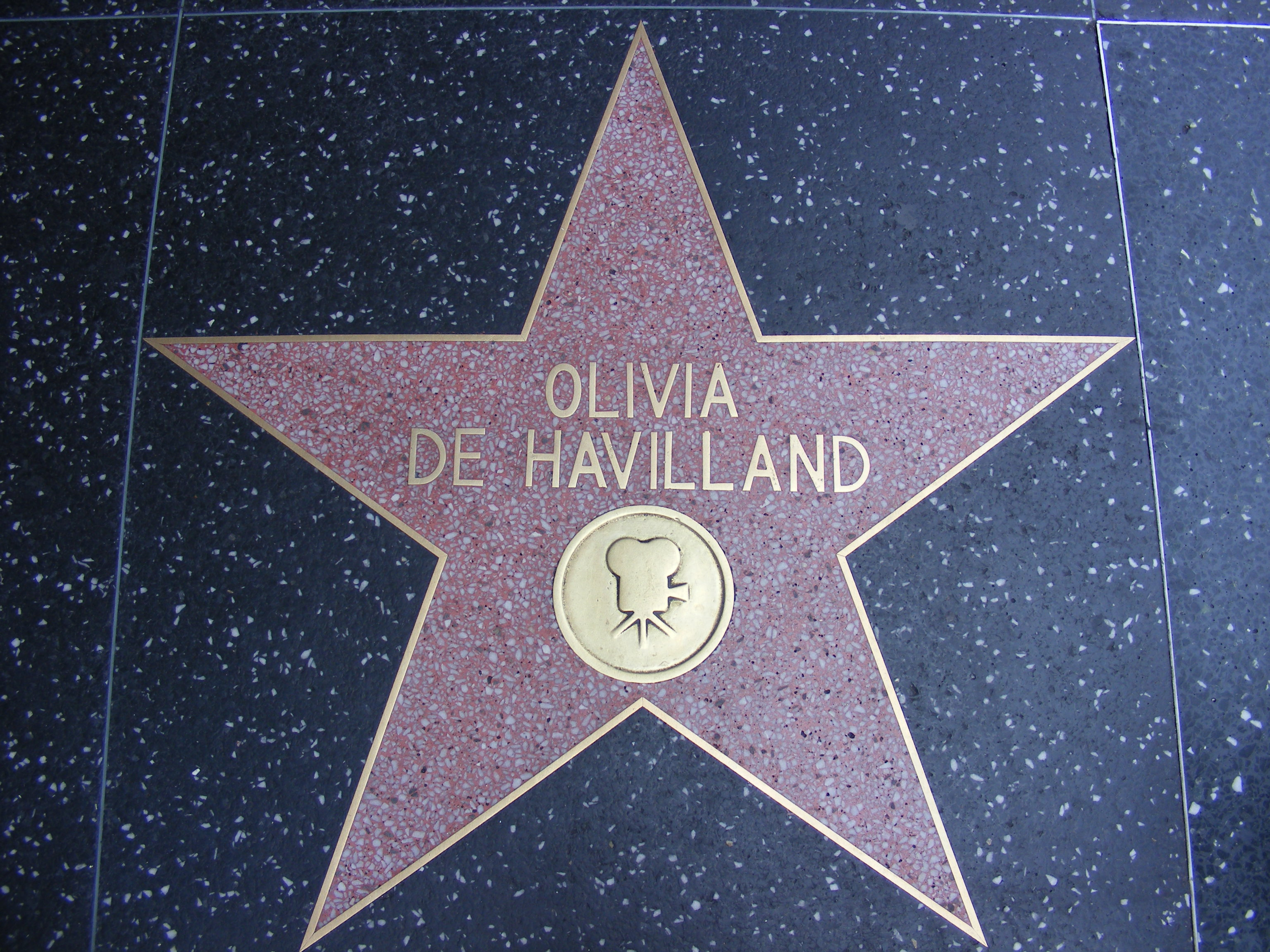
Estrela na Calçada da Fama de Hollywood, em 6762 Hollywood Blvd.

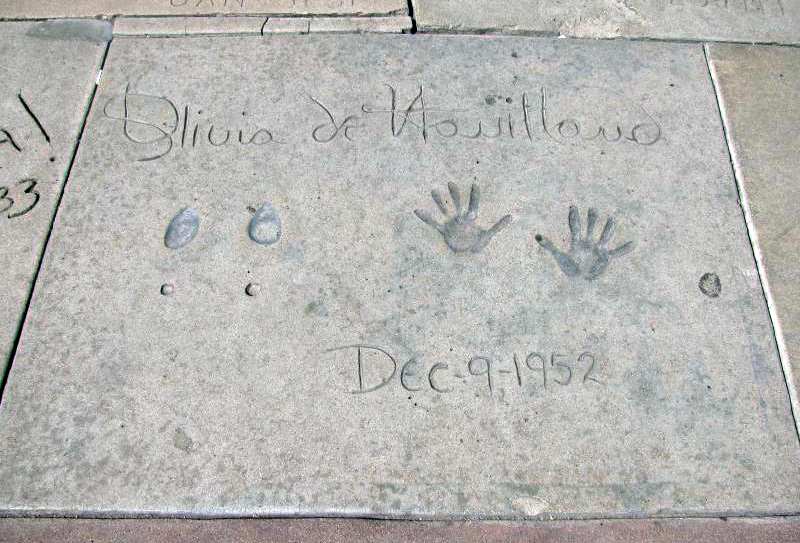
Autógrafo e impressão das mãos e dos pés de Olivia de Havilland em frente ao Teatro Chinês, em Hollywood (1952).

A carreira de de Havilland durou 53 anos, de 1935 a 1988. Durante esse tempo, apareceu em 49 longas-metragens. Ela começou sua carreira interpretando ingênuas recatadas ao lado de estrelas masculinas como Errol Flynn, com quem ela fez seu filme "Captain Blood", em 1935. Eles fariam mais oito longas-metragens juntos e se tornaram um dos pares românticos mais bem-sucedidos de Hollywood na tela. Sua gama de performances incluiu papéis na maioria dos principais gêneros de filmes. Após sua estreia no cinema, na adaptação de Shakespeare "A Midsummer Night's Dream", de Havilland alcançou sua popularidade inicial em comédias românticas, como em: "The Great Garrick" (1937), "Hard to Get" (1938), e filmes faroestes de aventura, como em: "Dodge City" (1939), e "Santa Fe Trail" (1940). Em sua carreira posterior, ela foi mais bem-sucedida em filmes de drama, como em "In This Our Life", "Light in the Piazza", e dramas psicológicos interpretando personagens não glamorosos, como em: "The Dark Mirror", "The Snake Pit", e "Hush... Hush, Sweet Charlotte".
Durante sua carreira, de Havilland ganhou dois Oscars ("To Each His Own" e "The Heiress"), dois Globos de Ouro ("The Heiress" e "Anastasia: The Mystery of Anna"), dois Prêmios New York Film Critics Circle ("The Snake Pit" e "The Heiress"), o National Board of Review Award e a Coppa Volpi do Festival de Cinema de Veneza ("The Snake Pit"), e uma indicação ao Emmy ("Anastasia: The Mystery of Anna").
Por suas contribuições para a indústria cinematográfica, de Havilland recebeu uma estrela no Calçada da Fama, em Hollywood, no 6762 Hollywood Boulevard, em 8 de fevereiro de 1960. Após sua aposentadoria em 1988, sua contribuição vitalícia para as artes foi homenageada em dois continentes. Ela recebeu um doutorado honorário da Universidade de Hertfordshire em 1998 e outro do Mills College em 2018. Foi uma das 500 estrelas indicadas para a lista do 50 maiores lendas da tela, do Instituto Americano de Cinema.

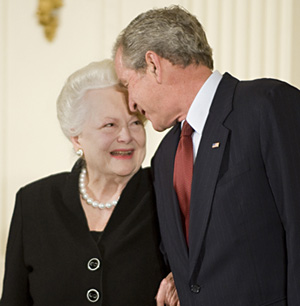
Recebendo a Medalha Nacional das Artes do presidente George W. Bush, novembro de 2008

Em 2006, ela foi introduzida no Hall da Fama do Prêmio da Associação de Cinema e Televisão.
A coleção de imagens em movimento de Olivia de Havilland é mantida na "Academy Film Archive", que preservou um rolo de nitrato de um teste de tela para "Danton", a continuação nunca produzida de "A Midsummer Night's Dream" (1935), de Max Reinhardt.
De Havilland, como confidente e amiga de Bette Davis, é destaque na série "Feud: Bette and Joan", interpretada por Catherine Zeta-Jones. Na série, de Havilland reflete sobre as origens e profundidade da disputa Davis–Crawford e como isso afetou as estrelas femininas contemporâneas de Hollywood. Em 30 de junho de 2017, um dia antes de seu aniversário de 101 anos, ela entrou com uma ação contra a FX Networks e o produtor Ryan Murphy por retratá-la incorretamente e usar sua imagem sem permissão. Embora a FX tenha tentado titular o processo como um processo estratégico contra a participação pública, a juíza do Tribunal Superior do Condado de Los Angeles, Holly Kendig, negou a moção em setembro de 2017, concedeu o pedido de Havilland para adiantar a data do julgamento (uma moção de preferência) e marcou o julgamento para novembro de 2017. Um recurso de apelação da decisão da juíza Kendig foi argumentado em março de 2018. Um painel de três juízes do Tribunal de Apelação da Califórnia para o Segundo Distrito decidiu contra a ação de difamação movida por de Havilland (ou seja, ao decidir que o tribunal de primeira instância errou ao negar o pedido de greve dos réus), em uma  opinião publicada pela juíza Anne Egerton que afirmou o direito de produtores de embelezar o registro histórico e que tais retratos são protegidos pela Primeira Emenda. De Havilland recorreu da decisão ao Supremo Tribunal em setembro de 2018, que se recusou a revisar o caso.
Ela também foi retratada por Ashlee Lollback na cinebiografia australiana "In Like Flynn", em 2018.
Em 2021, o teatro Olivia de Havilland foi inaugurado na Universidade Americana de Paris.